# جائزة رامون ماجسايساي
جائزة رامون ماجسايساي (بالفلبينية: Gawad Ramon Magsaysay) هي جائزة سنوية أنشئت إحياءً لذكرى الرئيس الفلبيني السابق رامون ماجسايساى في النزاهة في الحكم والشجاعة في خدمة الشعب والواقعية المثالية داخل مجتمع ديمقراطي. الجائزة أنشئت في نيسان / أبريل 1957 من قبل أمناء صندوق الإخوة روكفلر بالاتفاق مع الحكومة الفلبينية.

## تاريخ
في مايو 1957 تم تعيين سبعة فلبينيين بارزين في مجلس الأمناء المؤسس لمؤسسة جائزة رامون ماجسايساي، وهي مؤسسة غير ربحية مكلفة بتنفيذ برنامج الجوائز. وفي وقت لاحق، تنوع مجلس الأمناء وضم آسيويين بارزين من جميع أنحاء القارة الآسيوية والجزر النائية. تمنح مؤسسة جائزة رامون ماجسايساي الجائزة للأفراد الآسيويين الذين يحققون التميز في مجالات تخصصهم، تم تسمية الجائزة على اسم رامون ماجسايساي رئيس الفلبين السابع. ما أثار انتقادات بسبب مزاعم القمع الوحشي للمعارضة والتبعية لحكومة الولايات المتحدة خلال فترة عمل ماجسايساي كوزير للدفاع ورئيس.
تُكرم الجائزة الأفراد والمنظمات في آسيا بغض النظر عن العرق أو العقيدة أو الجنس أو الجنسية، الذين حققوا التميز في مجالات تخصصهم وساعدوا الآخرين بسخاء دون توقع الاعتراف العام.
كانت الجوائز تُمنح في ست فئات تم إيقاف خمس فئات منها هي الخدمة الحكومية، الخدمة العامة، قيادة المجتمع الصحافة والأدب وفنون الاتصال الإبداعي، السلام والتفاهم الدولي في عام 2009 ويتبقى فئتين هي القيادة الناشئة وفئة غير مصنفة.

## التكريمات
يتم تكريم أشخاص بجوائز رامون ماجسايساي من أجزاء مختلفة من آسيا، على الرغم من وجود بعض الحالات التي يأتي فيها المكرمون من دول خارج آسيا لأولئك الذين خدموا أو عملوا أو أنجزوا شيئًا ما في دول آسيوية مختلفة. اعتبارًا من عام 2021، جاء المستفيدون من اثنين وعشرين دولة آسيوية. تتم الإشارة إلى الجنسية الفردية للفائزين أو بلد المنشأ والجنسية، اعتبارًا من عام 2009، لم تعد الجائزة تُمنح في فئات ثابتة باستثناء فئة القيادة الناشئة.

### الخدمة الحكومية
قدمت الجائزة من عام 1958 حتى ثم توقف عن تقديمها عام 2008.
| عام  | المستلم                     | الجنسية                     | ملاحظات |                            |
| ---- | --------------------------- | --------------------------- | --- | -------------------------- |
| 1958 | جيانغ منغلين                | الصين                       | زعيم الحكومة الصينية نجح بصفته رئيسًا للجنة المشتركة لإعادة الإعمار الريفي في زيادة الإنتاج الزراعي في أيدي منظمات المزارعين وإثراء نوعية الحياة الريفية   |                            |
| 1959 | خوسيه فاسكيز أغيلار         | الفلبين                     | "لأدائهم المثالي في خدمة حكوماتهم." |                            |
| 1959 | شينتاماني دواركاناث ديشموك  | الهند                       | "لأدائهم المثالي في خدمة حكوماتهم." |                            |
| 1960 | لم يتم منح جائزة هذا العام  | لم يتم منح جائزة هذا العام  | لم يتم منح جائزة هذا العام |                            |
| 1961 | رادين كوديجات               | إندونيسيا                   | "لإدارته المتفانية والماهرة للجهود الضخمة للقضاء على الداء العليقي الذي يحرر مواطنيه من مرض مشوه ومعوق."                                                  |                            |
| 1962 | فرانسيسكا رييس أكينو        | الفلبين                     | "لأبحاثها الأصلية حول الرقص والموسيقى الشعبية الفلبينية، والحفاظ على هذا التراث الغني للأجيال القادمة."                                                   |                            |
| 1963 | أختر حميد خان               | باكستان                     | "لإلهام التزامه الشخصي بالخبرة والبحث والطاقة للاختبار العلمي وتطبيق نمط قابل للتطبيق للإصلاح الريفي بين شعبه."                                           |                            |
| 1964 | يوكيهارو ميكي               | اليابان                     | "لبصيرته الإنسانية في هندسة التحديث السريع والمنظم، وضمان الرفاهية للمجتمع بأكمله."                                                                       |                            |
| 1965 | بوي أونغفاكورن              | تايلاند                     | "لتفانيه ونزاهته التي لا جدال فيها ومهاراته المهنية العالية التي ساهم بها في إدارة المالية العامة في تايلاند."                                            |                            |
| 1966 | فون سانجسينجكيو             | تايلاند                     | "لتصميمه بعيد النظر في إنشاء وتوظيف خدمات صحة نفسية متفوقة لبلاده."                                                                                       |                            |
| 1967 | كيو فيفاكون                 | لاوس                        | "لمبادرته المستمرة ونزاهته في افتتاح الخدمات العامة لقرويي لاو الذين يعانون من إعاقات كان من الممكن أن تبرر الهزيمة بسهولة."                              |                            |
| 1968 | كوه تينغ لي                 | تايوان                      | "لتوجيهه القوي والعقلاني لاقتصاد تايوان، مما أدى إلى توليد أحد أسرع معدلات النمو الصناعي في العالم."                                                      |                            |
| 1969 | هسو شيه تشو                 | تايوان                      | "لدوره المتحمس والعملي في إنشاء خدمات الصحة والصرف الصحي وتنظيم الأسرة في المناطق الريفية في تايوان والتي تعتبر نماذج للدول النامية."                     |                            |
| 1970 | لم يتم منح جائزة هذا العام  | لم يتم منح جائزة هذا العام  | لم يتم منح جائزة هذا العام | لم يتم منح جائزة هذا العام |
| 1971 | علي صديقين                  | إندونيسيا                   | "لابتكاره وبصيرته وتعاطفه في تصميم وإدارة إدارة حديثة تمنح سكان العاصمة الإندونيسية إحساسًا بالرفاهية المتزايدة في مجتمع أرقى."                            |                            |
| 1972 | جوه كينج سوي                | سنغافورة                    | "كمهندس اقتصادي رئيسي في تحويل سنغافورة خلال الستينيات إلى الدولة الأكثر حيوية صناعيًا واجتماعيًا في جنوب شرق آسيا، حيث يستفيد الجميع من الرخاء."           |                            |
| 1973 | بالاتشاندرا تشاكينجال شيخار | ماليزيا                     | "لقيادته التقدم العلمي والتقني الذي يضمن مستقبلًا أكثر ازدهارًا واستقرارًا لمزارعي المطاط، الكبار والصغار، في جنوب وجنوب شرق آسيا."                          |                            |
| 1975 | محمد سفيان محمد هاشم        | ماليزيا                     | "لاستقامته وإنسانيته في تكييف الأشكال القانونية الغربية مع واقع مجتمعه الآسيوي التعددي وتشكيل المؤسسات العامة لأمة جديدة."                                |                            |
| 1976 | إلسي إليوت تو               | المملكة المتحدة · هونغ كونغ | "لحملتها من أجل العدالة، مما جعل حكومة هونغ كونغ، التي هي عضو منتخب فيها، أكثر استجابة للأشخاص الأقل ثراءً."                                               |                            |
| 1977 | بيجامين جالستون             | إندونيسيا                   | "لتوجيه جيل جديد من الإندونيسيين نحو فهم وتقدير الحيوانات والطبيعة في المناطق الاستوائية الرطبة في آسيا."                                                 |                            |
| 1978 | شهروم بن يوب                | ماليزيا                     | "لجعله متحفًا حيًا تجربة تنويرية لجميع الأعمار، وتعزيز الصحوة الثقافية الوطنية."                                                                            |                            |
| 1979 | رادين واسيتو                | إندونيسيا                   | "لاكتشافه مسارًا في ذهن القرويين الجاويين أدى إلى أحد برامج تنظيم الأسرة الأكثر دراماتيكية ونجاحًا في العالم الحر."                                         |                            |
| 1980 | رجا محمد الياس              | ماليزيا                     | "لإدارته الثابتة والمبدئية في ترجمة مخططات ماليزيا الخاصة بالأرض لمن لا يملكون أرضًا إلى حقائق مزدهرة."                                                    |                            |
| 1981 | براواسي واسي                | تايلاند                     | "لمساهماته البحثية في العلوم الطبية مع تحفيز مهنته لجعل الرعاية الصحية الحديثة متاحة للفقراء."                                                            |                            |
| 1982 | أرتورو الكاراز              | الفلبين                     | "لبراعته العلمية ومثابرته المتفانية في توجيه الفلبينيين لفهم واستخدام أحد أعظم مواردهم الطبيعية."                                                         |                            |
| 1983 | سو نان تشينغ                | تايوان                      | "لجعل الحكومة متاحة بسهولة وتستجيب لاحتياجات جميع المواطنين، مع تحديث المدينة التاريخية بشكل جذاب."                                                       |                            |
| 1984 | وو تا-يو                    | تايوان                      | "لتصميمه تحرك تايوان نحو طليعة العلوم في التعليم والممارسة."                                                                                              |                            |
| 1985 | تان سري نورالدين            | ماليزيا                     | "لكشفه الفعال والشجاع لعدم الكفاءة والفساد في الحكومة، مما جعل المساءلة العامة حقيقة واقعة."                                                              |                            |
| 1986 | لم يتم منح جائزة هذا العام  | لم يتم منح جائزة هذا العام  | لم يتم منح جائزة هذا العام | لم يتم منح جائزة هذا العام |
| 1987 | حاج أحمد حنفية              | ماليزيا                     | "لتمكين عشرات الآلاف من المسلمين الماليزيين المتدينين من تجميع مدخراتهم والقيام بأداء فريضة الحج بأمان واقتصاد إلى مكة."                                  |                            |
| 1988 | ميريام ديفينسور سانتياغو    | الفلبين                     | "لقيادتها الجريئة والأخلاقية في تطهير وكالة حكومية تعاني من الفساد".                                                                                      |                            |
| 1989 | زكية هانم                   | ماليزيا                     | "لإظهارهم للماليزيين كيف يمكن لنظام أرشفة يُدار بخبرة أن ينير ماضي بلادهم ويلعب دورًا حيويًا في حاضرها."                                                     |                            |
| 1991 | ألفريدو بينجزون             | الفلبين                     | "لإظهاره الشجاع أن الأهداف الاجتماعية العاجلة، مهما كانت المعارضة الشديدة، يمكن تحقيقها من خلال آلية الحكم الديمقراطي."                                   |                            |
| 1992 | شاملونج سريموانج            | تايلاند                     | "لقيادته المثالية لبانكوك وإصراره الشديد على أن الانتخابات هي الطريق الشرعي الوحيد للوصول إلى السلطة السياسية في تايلاند."                                |                            |
| 1993 | فو تونج شوان                | فيتنام                      | "للجمع بين البحث العلمي العملي والدعوة الفعالة لتحسين حياة المزارعين في فيتنام."                                                                          |                            |
| 1994 | كيران بيدي                  | الهند                       | "لبناء الثقة في الشرطة الهندية من خلال القيادة الديناميكية والابتكارات الفعالة في مكافحة الجريمة وإعادة تأهيل المخدرات وإصلاح السجون بشكل إنساني."        |                            |
| 1995 | موريهيكو هيراماتسو          | اليابان                     | "لإيقاظ محافظة أويتا نحو النمو الاقتصادي المعتمد على الذات من خلال حركة "قرية واحدة، منتج واحد" والدعوة الحماسية للمنتجات المحلية ذات الجاذبية العالمية." |                            |
| 1996 | تي إن سيشان                 | الهند                       | "لتصرفاته الحازمة لتحقيق النظام والعدالة والنزاهة في الانتخابات في الهند، أكبر ديمقراطية في العالم".                                                      |                            |
| 1997 | أناند بانياراتشون           | تايلاند                     | "للحفاظ على زخم الإصلاح والديمقراطية في تايلاند في وقت الأزمات والحكم العسكري."                                                                           |                            |
| 1998 | سيد أديب حسن رضوي           | باكستان                     | "لتجاوز حدود مستشفى الخدمة العامة لجعل غسيل الكلى وزرع الكلى وغيرها من الخدمات الطبية المنقذة للحياة متاحة مجانًا لآلاف المواطنين الباكستانيين."           |                            |
| 1999 | تسنيم أحمد صديقي            | باكستان                     | "لإظهار أن وكالة حكومية ملتزمة تعمل في شراكة مع المنظمات غير الحكومية ومع الفقراء أنفسهم يمكن أن تحول دفة الأمور ضد أزمة المأوى الخانقة في باكستان."      |                            |
| 2000 | جيسي روبريدو                | الفلبين                     | "لإضفاء المصداقية على وعد الديمقراطية من خلال إظهار أن الإدارة الفعالة للمدينة تتوافق مع تسليم السلطة للشعب."                                             |                            |
| 2001 | يوان لونغ بينغ              | الصين                       | "لمساهمته الفريدة في أبحاثه حول تهجين الأرز في تحقيق الأمن الغذائي في آسيا."                                                                              |                            |
| 2002 | هيلاريو دافيدي جونيور       | الفلبين                     | "لحياة المواطنة المبدئية التي قضاها في خدمة عميقة للديمقراطية وسيادة القانون في الفلبين".                                                                 |                            |
| 2003 | جيمس مايكل لنجدوه           | الهند                       | "لإقناعها بإجراء انتخابات حرة ونزيهة كأساس وأفضل أمل للديمقراطية العلمانية في الهند التي مزقتها الصراعات."                                                |                            |
| 2004 | هايدي يوراك                 | الفلبين                     | "لبناء الثقة في الحكومة من خلال خدمة النزاهة والصرامة الاستثنائيتين وسعيها الدؤوب لسيادة القانون في الفلبين."                                             |                            |
| 2005 | جون أونجباكورن              | تايلاند                     | "لإصراره المتحمس كعضو في مجلس الشيوخ على أن تحترم تايلاند حقوق مواطنيها الأقل حظًا وتلبي بشكل إنساني".                                                     |                            |
| 2006 | إيك سون تشان                | كمبوديا                     | "لإعادة تأهيله المثالي للمرافق العامة المدمرة، وتوفير مياه الشرب الآمنة لمليون شخص في عاصمة كمبوديا."                                                     |                            |
| 2007 | جوفيتو سالونغا              | الفلبين                     | "للنزاهة المثالية وجوهر مسيرته العامة الطويلة في خدمة الديمقراطية والحكم الرشيد في الفلبين".                                                              |                            |
| 2008 | غريس باداكا                 | الفلبين                     | "لتمكين الناخبين في مقاطعة إيزابيلا بالفلبين من استعادة حقهم الديمقراطي في انتخاب القادة الذين يختارونهم والمساهمة كشركاء كاملين في تنميتهم."             |                            |

### الخدمة العامة
قدمت الجائزة من عام 1958 حتى ثم توقف عن تقديمها عام 2008.
| عام  | المستلم                                                    | الجنسية                     | ملاحظات |                 |
| ---- | ---------------------------------------------------------- | --------------------------- | --- | --------------- |
| 1958 | ماري روتنام                                                | سريلانكا                    | "لهديتها في الخدمة للشعب السيلاني والمثال الذي قدمته من خلال حياتها الكاملة المكرسة كمواطنة خاصة لتلبية احتياجات الآخرين."                                             |                 |
| 1959 | جواكين فيلالونغا، إس.جي.                                   | إسبانيا · الفلبين           | ""لاهتمامهم الرحيم بالآخرين الذين نبذهم المجتمع." |                 |
| 1959 | تي تي لوس                                                  | ميانمار                     | ""لاهتمامهم الرحيم بالآخرين الذين نبذهم المجتمع." |                 |
| 1960 | هنري هولاند                                                | المملكة المتحدة · باكستان   | "لتفانيهم المتفاني في مهاراتهم الجراحية الشهيرة لمكافحة آفة العمى في المناطق النائية."                                                                                 |                 |
| 1960 | رونالد هولاند                                              | المملكة المتحدة · باكستان   | "لتفانيهم المتفاني في مهاراتهم الجراحية الشهيرة لمكافحة آفة العمى في المناطق النائية."                                                                                 |                 |
| 1961 | نيلوان بينتونج                                             | تايلاند                     | "لمشاركتها التطوعية وقيادتها في تطوير المشاريع المدنية البناءة التي منحت المرأة دورًا جديدًا ومبدعًا في تايلاند."                                                         |                 |
| 1962 | هوراس كادوري                                               | المملكة المتحدة · هونج كونج | "لعملها الخيري العملي بالشراكة مع الحكومة والمزارعين الكادحين لتعزيز الرفاهة الريفية في مستعمرة هونج كونج."                                                            |                 |
| 1962 | لورانس كادوري                                              | المملكة المتحدة · هونج كونج | "لعملها الخيري العملي بالشراكة مع الحكومة والمزارعين الكادحين لتعزيز الرفاهة الريفية في مستعمرة هونج كونج."                                                            |                 |
| 1963 | هيلين كيم                                                  | كوريا الجنوبية              | "لدورها الذي لا يقهر في تحرير وتعليم المرأة الكورية والمشاركة المستدامة في الشؤون المدنية، ورمزها للمرأة الكورية إلى صحوتها."                                          |                 |
| 1964 | نجوين لاك هوا                                              | فيتنام                      | "لشجاعتها غير العادية في الدفاع عن الحرية، وتعزيز عزم الشعب المحاصر على مقاومة الطغيان."                                                                               |                 |
| 1965 | جايبراكاش نارايان                                          | الهند                       | "لتعبيره البناء عن الضمير العام للهند الحديثة." |                 |
| 1966 | كيم يونج كي                                                | كوريا الجنوبية              | "لمثاله على المبادئ المسيحية التي تم تطبيقها عمليًا لتحسين الزراعة وإضفاء الفرح والكرامة الجديدة على الحياة الريفية."                                                   |                 |
| 1967 | سيتيبورن كريداكورن                                         | تايلاند                     | "لدفاعه القوي عن مصالح المزارعين التايلانديين، وتحديه الحاد لسياسات الحكومة ببراجماتية رجل يعرف التربة جيدًا."                                                          |                 |
| 1968 | سيتشي توباتا                                               | اليابان                     | "لمساهماته الحاسمة في تحديث الزراعة في اليابان ومشاركة تجربتها مع الدول النامية."                                                                                      |                 |
| 1969 | كيم هيونغ سيو                                              | كوريا الجنوبية              | "لقيادته القوية والمنتجة للاجئين ومواطني البلاد الآخرين الذين لا يملكون أرضًا في استعادة أراضي زراعية جديدة من البحر لأنفسهم."                                          |                 |
| 1970 | لم تُمنح الجائزة                                            | لم تُمنح الجائزة             | لم تُمنح الجائزة | لم تُمنح الجائزة |
| 1971 | بيدرو أوراتا                                               | الفلبين                     | "لعمله الإبداعي الذي دام 44 عامًا في مجال التعليم، وخاصةً تصميمه وترويجه للمدارس الثانوية في الأحياء الريفية للشباب الفلبيني".                                           |                 |
| 1972 | سيسيل جيدوت ألفاريز                                        | الفلبين                     | "لقيادتهم في نهضة الفنون المسرحية، وإعطاء محتوى ثقافي جديد للحياة الشعبية".                                                                                            |                 |
| 1972 | جيلوبيز كاباياو                                            | الفلبين                     | "لقيادتهم في نهضة الفنون المسرحية، وإعطاء محتوى ثقافي جديد للحياة الشعبية".                                                                                            |                 |
| 1973 | الأسقف أنطونيو فورتيش، دكتور في اللاهوت                    | الفلبين                     | "لتصميمهم لتجربة في التنمية الريفية تمنح المزارعين الصغار المثقلين بالديون في وادي داكونجكوجان السيطرة على سبل عيشهم والأمل الجديد."                                   |                 |
| 1973 | بنيامين جاستون                                             | الفلبين                     | "لتصميمهم لتجربة في التنمية الريفية تمنح المزارعين الصغار المثقلين بالديون في وادي داكونجكوجان السيطرة على سبل عيشهم والأمل الجديد."                                   |                 |
| 1974 | مادوراي شانموكهافديفو سوبولاكشمي                           | الهند                       | "لأدائها الرائع للأغاني الدينية ودعمها السخي للعديد من القضايا العامة في الهند على مدى أربعة عقود."                                                                    |                 |
| 1975 | فرا تشامرون بارتشاند                                       | تايلاند                     | "لعلاج الآلاف من مدمني المخدرات باستخدام علاجات عشبية وروحية غير تقليدية ولكنها فعالة في ديره."                                                                        |                 |
| 1976 | هيرمنجيلد جوزيف فرنانديز                                   | فرنسا                       | "لتدريسه الفعّال للمهارات والقيم والانضباط الذي يبني الأولاد المحرومين والمنحرفين إلى مواطنين محترمين ومفيدين."                                                         |                 |
| 1977 | في فيلانويفا ديل موندو                                     | الفلبين                     | "لتفانيها طوال حياتها وروحها الرائدة كطبيبة غير عادية للأطفال الفلبينيين المحتاجين."                                                                                   |                 |
| 1978 | براتيب أونغسونثام هاتا                                     | تايلاند                     | "لتوفير التعليم والصحة الأفضل والأمل للأطفال الفقراء المحرومين من الخدمات في منطقة كلونج توي العشوائية الواقعة على جانب الميناء."                                      |                 |
| 1979 | تشانغ كي ريو                                               | كوريا الجنوبية              | "لعمله الخيري المسيحي العملي والشخصي في تأسيس جمعية الصليب الأزرق الطبية التعاونية في بوسان، ومنح الفقراء الحق في الرعاية الصحية الجيدة."                              |                 |
| 1980 | أوم داي سوب                                                | كوريا الجنوبية              | "لالتزامه الدائم بجعل المعرفة أداة لتحسين الحياة في المناطق الريفية في كوريا."                                                                                         |                 |
| 1981 | جوهانا سونارتي ناسوتيون                                    | إندونيسيا                   | "لقيادتها لحركة تطوعية، وإضفاء الطابع المؤسسي على الخدمات الاجتماعية من خلال التعاون بين الجماعات المدنية والدينية المتنوعة والمدارس والوكالات الحكومية."              |                 |
| 1982 | مانيبهاي ديساي                                             | الهند                       | "لتنفيذه العملي للنذر الذي قطعه للمهاتما غاندي قبل 36 عامًا لرفع مستوى أفقر القرويين اجتماعيًا واقتصاديًا."                                                               |                 |
| 1983 | فوا هاريفيتاك                                              | تايلاند                     | "لحفاظه على وتعليم الجيل الأصغر سنًا أشكالًا فنية تميز التراث الجرافيكي والمعماري الفريد في تايلاند".                                                                    |                 |
| 1984 | ثونغباي ثونغباو                                            | تايلاند                     | "لاستخدامه الفعال والعادل لمهاراته القانونية وقلمه للدفاع عن أولئك الذين لديهم "أقل في الحياة وبالتالي يحتاجون إلى المزيد في القانون"."                                |                 |
| 1985 | بابا إمتي                                                  | الهند                       | "لإعادة تأهيل مرضى الجذام الهنود وغيرهم من المنبوذين المعوقين من خلال العمل".                                                                                          |                 |
| 1986 | عبد الستار إيدهي                                           | باكستان                     | "لإضفاء جوهر في المجتمع الإسلامي على الوصية الإنسانية القديمة بأنك حارس لأخيك".                                                                                        |                 |
| 1986 | بلقيس إيدهي                                                | باكستان                     | "لإضفاء جوهر في المجتمع الإسلامي على الوصية الإنسانية القديمة بأنك حارس لأخيك".                                                                                        |                 |
| 1987 | هانز باجو جاسين                                            | إندونيسيا                   | "لحفاظه على تراث الإندونيسيين الأدبي". |                 |
| 1988 | ماسانوبو فوكوكا                                            | اليابان                     | "لإثباته للمزارعين الصغار في كل مكان أن الزراعة الطبيعية تقدم بديلاً عمليًا وآمنًا بيئيًا وفيرًا للممارسات التجارية الحديثة وعواقبها الضارة".                               |                 |
| 1989 | لاكشمي تشاند جين                                           | الهند                       | "لالتزامه المستنير وغير الأناني بمهاجمة فقر الهند على مستوى القاعدة الشعبية".                                                                                          |                 |
| 1991 | الأميرة ماها تشاكري سيريندهورن                             | تايلاند                     | "لجعل منصبها الملكي أداة للجهود المستنيرة لتايلاند، وتجسيدها المتألق لأفضل ما هو تايلاندي."                                                                            |                 |
| 1992 | أنجيل ألكالا                                               | الفلبين                     | "لقيادته العلمية الرائدة في إعادة تأهيل الشعاب المرجانية في الفلبين وفي الحفاظ على الوفرة الطبيعية للحياة البحرية في بلادهم للفلبينيين."                               |                 |
| 1993 | بانو جيهانجير كوياجي                                       | الهند                       | "لحشد موارد مستشفى حضري حديث لتحقيق صحة أفضل وآمال أكثر إشراقًا للنساء الريفيات في ماهاراشترا وأسرهن."                                                                  |                 |
| 1994 | ميشاي فيرافايديا                                           | تايلاند                     | "لحملاته العامة الإبداعية المتصاعدة في تايلاند لتعزيز تنظيم الأسرة والتنمية الريفية والاستجابة الصارمة والصادقة والرحيمة لوباء الإيدز."                                |                 |
| 1995 | أسماء جهانجير                                              | باكستان                     | "لتحدي باكستان لاحتضان ودعم مبادئ التسامح الديني والمساواة بين الجنسين والحماية المتساوية بموجب القانون."                                                              |                 |
| 1996 | جون وونغ جين أوه، كيه بي جيه                               | كوريا الجنوبية              | "لإثارة التعاطف في كوريا مع الفقراء من خلال تجسيد الوصية الكتابية بحب جارك".                                                                                           |                 |
| 1997 | ماهيش تشاندرا ميهتا                                        | الهند                       | "لمطالبته لمواطني الهند الحاليين والمستقبليين بحقهم الدستوري في بيئة نظيفة وصحية".                                                                                     |                 |
| 1998 | صوفون سوبهابونج                                            | تايلاند                     | "لتحفيز الاقتصاد الريفي في تايلاند من خلال مساعدة مئات التعاونيات الريفية والمنظمات المجتمعية على امتلاك وتشغيل أعمالها الخاصة كشركات تابعة لشركة نفط تايلاندية كبرى". |                 |
| 1999 | روزا روزال                                                 | الفلبين                     | "لخدمتها التطوعية التي لم تعرف حدودًا طيلة حياتها، وإلهام الفلبينيين لوضع احتياجات الآخرين قبل احتياجاتهم الخاصة".                                                      |                 |
| 2000 | ليانغ كونغجي                                               | الصين                       | "لزعامتها الشجاعة الرائدة في الحركة البيئية والمجتمع المدني الناشئ في الصين".                                                                                          |                 |
| 2001 | وو تشينج                                                   | الصين                       | "لجهودها الرائدة في الدفاع عن حقوق المرأة وسيادة القانون في جمهورية الصين الشعبية".                                                                                    |                 |
| 2002 | روت بفاو                                                   | باكستان                     | "لتفانيها طيلة حياتها في القضاء على مرض الجذام ووصمة العار المرتبطة به في باكستان، وغيرها من الهدايا المحبة التي قدمتها لبلدها بالتبني".                               |                 |
| 2003 | جاو ياوجي                                                  | الصين                       | "لحملتها الشخصية الحماسية لمواجهة أزمة الإيدز في الصين ومعالجتها بطريقة إنسانية".                                                                                      |                 |
| 2004 | جيانج يانيونج                                              | الصين                       | "لموقفها الشجاع من أجل الحقيقة في الصين، وتحفيز التدابير المنقذة للحياة لمواجهة واحتواء التهديد المميت لمرض السارس".                                                   |                 |
| 2005 | تيتن ماسدوكي                                               | إندونيسيا                   | "لتحديها للإندونيسيين لكشف الفساد والمطالبة بحقهم في حكومة نظيفة". |                 |
| 2005 | فيسواناثان شانتا                                           | الهند                       | "لقيادتها لمعهد تشيناي للسرطان (WIA) كمركز للتميز والتعاطف لدراسة وعلاج السرطان في الهند".                                                                             |                 |
| 2006 | بارك وون سون                                               | كوريا الجنوبية              | "لنشاطه المبدئي في تعزيز العدالة الاجتماعية وممارسات الأعمال العادلة والحكومة النظيفة والروح الكريمة في الديمقراطية الشابة في كوريا الجنوبية."                         |                 |
| 2007 | كيم صن تاي                                                 | كوريا الجنوبية              | "لخدمته الملهمة للأمل والمساعدة العملية لمواطنيه المكفوفين وضعاف البصر في كوريا الجنوبية."                                                                             |                 |
| 2008 | مركز المؤسسات التعزيزية المتبادلة للزراعة والتنمية الريفية | الفلبين                     | "لنجاحه في تكييف التمويل الأصغر مع الفلبين، وتوفير خدمات مالية شاملة ومستدامة لنصف مليون امرأة فقيرة وأسرهن."                                                          |                 |
| 2008 | ثيرتشاي جيفات                                              | تايلاند                     | "لجهوده الدؤوبة في تايلاند لتوفير أطراف اصطناعية غير مكلفة وعملية ومريحة حتى لأفقر مبتوري الأطراف."                                                                    |                 |

### القيادة المجتمعية
قدمت الجائزة للاعتراف بقيادة المجتمع نحو مساعدتهم المحرومين للحصول على فرص أكثر وأفضل للحياة حتى توقف عن تقديمها عام 2008.
| عام  | المستلم                                | الجنسية                           | ملاحظات |              |
| ---- | -------------------------------------- | --------------------------------- | --- | ------------ |
| 1958 | فينوبا بهافي                           | الهند                             | "لجهوده في تعزيز قضية حث مواطنيه على العمل التطوعي لتخفيف الظلم الاجتماعي والتفاوت الاقتصادي."                                                                                               |              |
| 1959 | تينزين جياتسو، الدالاي لاما الرابع عشر | التبت                             | "لزعامته للنضال الشجاع الذي خاضه المجتمع التبتي دفاعًا عن الدين المقدس الذي يشكل مصدر إلهام لحياتهم وثقافتهم".                                                                                |              |
| 1960 | تونكو عبد الرحمن                       | ماليزيا                           | "لتوجيهه لمجتمع متعدد الأعراق من خلال نضاله الدستوري من أجل الاستقلال، نحو التحالف الطائفي والهوية الوطنية".                                                                                 |              |
| 1961 | جوس بورجيست                            | المملكة المتحدة · هونغ كونغ       | "لتأسيسه نموذجًا لإعادة توطين وإعادة تأهيل اللاجئين يعزز احترامهم لذاتهم وقدراتهم الإنتاجية".                                                                                                 |              |
| 1962 | بالاييل نارايانان                      | ماليزيا                           | "لدفاعهم عن قضية العمال من خلال التقدم القوي للنقابات العمالية المسؤولة والحرة." |              |
| 1962 | كويسنا بوراديريدجا                     | إندونيسيا                         | "لدفاعهم عن قضية العمال من خلال التقدم القوي للنقابات العمالية المسؤولة والحرة." |              |
| 1963 | فيرغيس كوريين                          | الهند                             | "لتنسيقهم الإبداعي بين الحكومة والمؤسسات الخاصة لتحسين إمدادات الغذاء الأساسي والصرف الصحي في أحد أكبر المجمعات الحضرية وأكثرها ازدحامًا في آسيا ورفع مستويات المعيشة بين المنتجين في القرى." |              |
| 1963 | دارا نسروانجي خرودي                    | الهند                             | "لتنسيقهم الإبداعي بين الحكومة والمؤسسات الخاصة لتحسين إمدادات الغذاء الأساسي والصرف الصحي في أحد أكبر المجمعات الحضرية وأكثرها ازدحامًا في آسيا ورفع مستويات المعيشة بين المنتجين في القرى." |              |
| 1963 | تريبهوفاندا كيشيبهاي باتل              | الهند                             | "لتنسيقهم الإبداعي بين الحكومة والمؤسسات الخاصة لتحسين إمدادات الغذاء الأساسي والصرف الصحي في أحد أكبر المجمعات الحضرية وأكثرها ازدحامًا في آسيا ورفع مستويات المعيشة بين المنتجين في القرى." |              |
| 1964 | بابلو توريس تابيا                      | الفلبين                           | "لتصميمه الثابت على حشد مدخرات مجتمعه لتوفير تسهيلات ائتمانية قابلة للتطبيق لتلبية احتياجاته الإنتاجية."                                                                                     |              |
| 1965 | ليم كيم سان                            | سنغافورة                          | "لحشده للمواهب والموارد لتوفير مساكن لائقة وبأسعار معقولة لخمس سكان سنغافورة المتزايدين وسط محيط جذاب."                                                                                      |              |
| 1966 | كمالاديفي تشاتوبادياي                  | الهند                             | "لإبداعها الدائم في الحرف اليدوية والتعاونيات، كما هو الحال في السياسة والفن والمسرح." |              |
| 1967 | عبد الرزاق حسين                        | ماليزيا                           | "سياسي يدير بهدوء وكفاءة وإلحاح إعادة تشكيل مجتمعه لصالح الجميع." |              |
| 1968 | سيلفينو إنكارناسيون                    | الفلبين                           | "لإدارتهم الحكيمة للتعاونيات المعتمدة التي تعمل على تحسين الحياة في حيهم ذي الدخل المنخفض بشكل سليم، دون تكبد ديون معدومة."                                                                  |              |
| 1968 | روزاريو إنكارناسيون                    | الفلبين                           | "لإدارتهم الحكيمة للتعاونيات المعتمدة التي تعمل على تحسين الحياة في حيهم ذي الدخل المنخفض بشكل سليم، دون تكبد ديون معدومة."                                                                  |              |
| 1969 | أهانجاماجي تيودور أرياراتني            | سريلانكا                          | "لتأسيسه وتوجيهه الملهم لحركة سارفودايا شرامادانا، التي تجمع بين الخدمة التطوعية في تلبية احتياجات القرية وإيقاظ إمكانات الإنسان عندما ينمي أفضل غرائزه."                                    |              |
| 1970 | لم يتم منحها                           | لم يتم منحها                      | لم يتم منحها | لم يتم منحها |
| 1971 | مانكومبو سامباسيفان سواميناثان         | الهند                             | "لمساهماته كعالم ومعلم للطلاب والمزارعين وإداري في توليد ثقة جديدة في القدرات الزراعية في الهند."                                                                                            |              |
| 1972 | هانز ويستنبرج                          | هولندا · إندونيسيا                | "لنشره العملي للمحاصيل الجديدة وترويجه لأساليب أفضل بين صغار المزارعين في سومطرة الذين تعلموا الثقة بأفكاره والاستفادة منها".                                                                |              |
| 1973 | كراساي تشاناونجس                       | تايلاند                           | "لإثباته أن الطبيب المكرس للخدمة يمكنه التغلب على أصعب العقبات في تقديم خدمات صحية فعالة لسكان المناطق الريفية المهملين والفقراء".                                                           |              |
| 1974 | فوزاي إشيكاوا                          | اليابان                           | "لجهودها طيلة حياتها في تعزيز الحريات العامة والشخصية لمواطنيها بنزاهة سياسية مثالية". |              |
| 1975 | لي تاي يونج                            | كوريا الجنوبية                    | "لخدماتها الفعّالة لقضية المساواة في الحقوق القضائية من أجل تحرير المرأة الكورية." |              |
| 1976 | توشيكازو واكاتسوكي                     | اليابان                           | "لتوفير أعلى مستوى من الرعاية الصحية الكفؤة تقنيًا والمستوحاة من الإنسانية لأكثر مواطني بلاده احتياجًا، وبالتالي خلق نموذج للطب الريفي."                                                       |              |
| 1977 | إيلا راميش بهات                        | الهند                             | "لجعل مبدأ غاندي للمساعدة الذاتية حقيقة واقعة بين النساء العاملات لحسابهن الخاص في العمل القسري".                                                                                            |              |
| 1978 | طاهرونيسا عبدالله                      | بنغلاديش                          | "لقيادتها المرأة المسلمة الريفية في بنغلاديش من قيود الحجاب نحو المزيد من المساواة في المواطنة والمسؤولية الأسرية الكاملة."                                                                  |              |
| 1979 | راجانيكانت أرول                        | الهند                             | ""لإنشاء حركة ذاتية الاستدامة لتحسين الصحة والاقتصاد في المناطق الريفية في واحدة من أفقر مناطق غرب ووسط الهند."                                                                              |              |
| 1979 | مابيل أرول                             | الهند                             | ""لإنشاء حركة ذاتية الاستدامة لتحسين الصحة والاقتصاد في المناطق الريفية في واحدة من أفقر مناطق غرب ووسط الهند."                                                                              |              |
| 1980 | فاضل حسن عابد                          | بنغلاديش                          | ""لمهارته التنظيمية في إثبات أن الحلول البنغلاديشية صالحة لتلبية احتياجات الفقراء في المناطق الريفية في بلده المثقل بالأعباء."                                                               |              |
| 1981 | برامود كاران سيثي                      | الهند                             | "لتطبيق عبقريته الجراحية وانضمامه إلى الأطباء والحرفيين والمجتمع في برنامج شعبي يمكّن المعوقين والمبتورين من استئناف حياتهم الطبيعية تقريبًا".                                                 |              |
| 1982 | شاندي براساد بهات                      | الهند                             | "لإلهامه وتوجيهه لحركة تشيبكو أندولان، وهي حركة بيئية فريدة من نوعها، تهيمن عليها النساء، لحماية الاستخدام الحكيم للغابات".                                                                  |              |
| 1983 | أنطون سودجارو                          | إندونيسيا                         | "لتحفيز القرويين الجاويين على الاعتماد على الذات الحقيقي باستخدام تكنولوجيا بسيطة وسهلة التطبيق".                                                                                            |              |
| 1984 | محمد يونس                              | بنغلاديش                          | "لتمكين الرجال والنساء الأكثر احتياجًا في المناطق الريفية من جعل أنفسهم منتجين من خلال الائتمان السليم الذي تديره المجموعة."                                                                  |              |
| 1985 | ظفر الله شودري                         | بنغلاديش                          | "لتصميمه سياسة الأدوية الجديدة في بنغلاديش، والقضاء على الأدوية غير الضرورية، وجعل الرعاية الطبية الشاملة متاحة بشكل أكبر للمواطنين العاديين."                                               |              |
| 1986 | جون فينسنت دالي، س.ج                   | الولايات المتحدة · كوريا الجنوبية | "لتثقيفهم وتوجيههم للفقراء في المناطق الحضرية لإنشاء مجتمعات تابعة قوية وسليمة إنسانيًا." |              |
| 1986 | بول جونج جو جي                         | كوريا الجنوبية                    | "لتثقيفهم وتوجيههم للفقراء في المناطق الحضرية لإنشاء مجتمعات تابعة قوية وسليمة إنسانيًا." |              |
| 1987 | أري فالياسفي                           | تايلاند                           | "لمساهمته في تحسين الأنظمة الغذائية وتعزيز الصحة الجيدة لملايين الأطفال التايلانديين." |              |
| 1988 | محمد ياسين                             | بنغلاديش                          | "لدفع سكان الريف في بنغلاديش إلى الاعتماد على الذات والأمن الاقتصادي من خلال تعاونية قروية تتم إدارتها بكفاءة وصدق."                                                                         |              |
| 1989 | كيم إيم سون                            | كوريا الجنوبية                    | "لرعاية مئات الأطفال المهجورين والمعاقين حتى سن الرشد في جو من الجمال والحب." |              |
| 1991 | شيه تشنغ ين                            | تايوان                            | "لإعادة إيقاظ شعب تايوان الحديث على التعاليم البوذية القديمة التي تدعو إلى التعاطف والإحسان."                                                                                                |              |
| 1992 | شعيب سلطان خان                         | باكستان                           | "لرعايته التنمية المعتمدة على الذات وجلب الأمل للشعوب المنسية في باكستان العليا". |              |
| 1993 | عبد الرحمن وحيد                        | إندونيسيا                         | "لتوجيهه أكبر منظمة إسلامية في جنوب شرق آسيا كقوة من أجل التسامح الديني والتنمية الاقتصادية العادلة والديمقراطية في إندونيسيا".                                                              |              |
| 1994 | سيما سمر                               | أفغانستان                         | "لعملها بشجاعة لعلاج المرضى وتعليم الشباب بين مجتمع اللاجئين الأفغان في باكستان وفي وطنها الذي مزقته الحرب".                                                                                 |              |
| 1994 | في شياوتونغ                            | الصين                             | "لإعطاء مادة صينية للعلوم الاجتماعية الحديثة وتطبيقها بدقة على احتياجات الصين وشعبها." |              |
| 1995 | هو مينج تيه                            | تايوان                            | "لتحسين ريف تايوان بالأعمال الصالحة والجسور المتينة." |              |
| 1996 | باندورانغ شاستري أثافالي               | الهند                             | "لاستغلال الينابيع القديمة للحضارة الهندوسية لإلهام التجديد الروحي والتحول الاجتماعي في الهند الحديثة."                                                                                      |              |
| 1997 | شركة إيفا فيديلا مامو                  | الفلبين                           | "لمثالها القوي في تقديم المساعدة الإنسانية وفنون الشفاء لأفقر الفلبينيين". |              |
| 1998 | نون فالي                               | كمبوديا                           | "لالتزامها غير الأناني بمساعدة النساء والأطفال الذين أصيبوا بصدمات الحرب في إعادة بناء أرواحهم وحياتهم في أعقاب المأساة الوطنية العظيمة في كمبوديا".                                         |              |
| 1999 | أنجيلا غوميز                           | بنغلاديش                          | "لمساعدة النساء الريفيات في بنغلاديش على تأكيد حقوقهن في الحصول على سبل عيش أفضل والمساواة بين الجنسين بموجب القانون وفي الحياة اليومية".                                                    |              |
| 2000 | أرونا روي                              | الهند                             | "لتمكين القرويين الهنود من المطالبة بما هو حق لهم من خلال دعم وممارسة حق الناس في الحصول على المعلومات."                                                                                     |              |
| 2001 | راجندرا سينغ                           | الهند                             | "لقيادة القرويين في راجاستان على خطى أسلافهم لإعادة تأهيل بيئتهم المتدهورة وإعادة الحياة إلى النهر الخامل."                                                                                  |              |
| 2002 | سينثيا مونغ                            | ميانمار                           | "لاستجابتها الإنسانية الشجاعة للاحتياجات الطبية العاجلة لآلاف اللاجئين والنازحين على طول الحدود بين تايلاند وبورما".                                                                         |              |
| 2003 | شانثا سينها                            | الهند                             | "لتوجيه شعب ولاية أندرا براديش لإنهاء آفة عمالة الأطفال وإرسال جميع أطفالهم إلى المدرسة". |              |
| 2004 | برايونج رونارونج                       | تايلاند                           | "لقيادة زملائها المزارعين في إثبات أن نموذج المشاريع المحلية المعتمدة على الذات، بدعم من التعلم المجتمعي النشط، هو الطريق إلى الرخاء الريفي في تايلاند".                                     |              |
| 2005 | سومباث سومفون                          | لاوس                              | "لجهوده المتفائلة في تعزيز التنمية المستدامة في لاوس من خلال تدريب وتحفيز شبابها ليصبحوا جيلاً من القادة."                                                                                    |              |
| 2006 | مؤسسة جاواد كالينجا للتنمية المجتمعية  | الفلبين                           | "لتسخير إيمان وكرم الفلبينيين في جميع أنحاء العالم لمواجهة الفقر في وطنهم وتوفير كرامة منزل وجوار لائقين لكل فلبيني."                                                                        |              |
| 2006 | أنطونيو ميلوتو                         | الفلبين                           | "لتسخير إيمان وكرم الفلبينيين في جميع أنحاء العالم لمواجهة الفقر في وطنهم وتوفير كرامة منزل وجوار لائقين لكل فلبيني."                                                                        |              |
| 2007 | ماهابير بون                            | نيبال                             | "لتطبيقه المبتكر لتكنولوجيا الكمبيوتر اللاسلكية في نيبال، مما أدى إلى تحقيق التقدم في المناطق الجبلية النائية من خلال ربط قريته بالقرية العالمية."                                           |              |
| 2008 | براكاش أمتي                            | الهند                             | "لتعزيز قدرة شعب ماديا جوند على التكيف بشكل إيجابي في الهند اليوم، من خلال الشفاء والتدريس والتدخلات الرحيمة الأخرى."                                                                        |              |
| 2008 | مانداكيني أمتي                         | الهند                             | "لتعزيز قدرة شعب ماديا جوند على التكيف بشكل إيجابي في الهند اليوم، من خلال الشفاء والتدريس والتدخلات الرحيمة الأخرى."                                                                        |              |

### الصحافة والأدب وفنون الاتصال الإبداعية
الاعتراف بالكتابة أو النشر، أو التصوير الفوتوغرافي، أو استخدام الراديو، أو التلفزيون، أو السينما، أو الفنون المسرحية كقوة من أجل الصالح العام، قدمت الجائزة من عام 1958 حتى ثم توقف عن تقديمها عام 2008.
| عام  | المستلم                       | الجنسية                     | ملاحظات |              |
| ---- | ----------------------------- | --------------------------- | --- | ------------ |
| 1958 | روبرت ماكولوتش ديك            | المملكة المتحدة · الفلبين   | "لإسهاماتهم الشجاعة والبناءة في مهنة الصحافة كقوة للصالح العام." |              |
| 1958 | مختار لوبيس                   | إندونيسيا                   | "لإسهاماتهم الشجاعة والبناءة في مهنة الصحافة كقوة للصالح العام." |              |
| 1959 | تارزي فيتاشي                  | سريلانكا                    | "لدفاعهم عن الحقوق المدنية وحرية الصحافة وإدارتهم القادرة لقوة الصحافة التي أدوها بإحساس بالمسؤولية بما يتماشى مع أعلى تقاليد الصحافة."                                      |              |
| 1959 | إدوارد مايكل لو-يون           | ميانمار                     | "لدفاعهم عن الحقوق المدنية وحرية الصحافة وإدارتهم القادرة لقوة الصحافة التي أدوها بإحساس بالمسؤولية بما يتماشى مع أعلى تقاليد الصحافة."                                      |              |
| 1960 | لم يتم منحها                  | لم يتم منحها                | لم يتم منحها |              |
| 1961 | أميتابها شودري                | الهند                       | "لتقاريرها الاستقصائية الدقيقة والمحققة في حماية الحقوق الفردية ومصالح المجتمع."                                                                                             |              |
| 1962 | تشانغ تشون ها                 | كوريا الجنوبية              | "لنزاهته التحريرية في نشر منتدى غير حزبي لتشجيع المشاركة الديناميكية للمثقفين في إعادة البناء الوطني."                                                                       |              |
| 1963 | لم يتم منحها                  | لم يتم منحها                | لم يتم منحها |              |
| 1964 | ريتشارد ويلسون                | المملكة المتحدة · هونغ كونغ | "لدقتها وحيادها وبحثها المستمر عن الحقائق والرؤى في تسجيل سعي آسيا للتقدم الاقتصادي."                                                                                        |              |
| 1964 | كايسر سونغ                    | الصين · هونغ كونغ           | "لدقتها وحيادها وبحثها المستمر عن الحقائق والرؤى في تسجيل سعي آسيا للتقدم الاقتصادي."                                                                                        |              |
| 1965 | أكيرا كوروساوا                | اليابان                     | "لاستخدامه الإدراكي للفيلم لاستكشاف المعضلة الأخلاقية للإنسان وسط عملية إعادة صياغة مضطربة لقيمه وبيئته في منتصف القرن العشرين."                                             |              |
| 1966 | مانا داي                      | الهند                       | "لدمج الموسيقى الكلاسيكية الهندية في إطار موسيقى البوب الذي بشر بالفترة الذهبية للسينما الهندية."                                                                            |              |
| 1967 | ساتياجيت راي                  | الهند                       | "لاستخدامه المتواصل للفيلم كفن، واستخلاص موضوعات من الأدب البنغالي الأصلي لتصوير صورة حقيقية للهند."                                                                         |              |
| 1968 | تون ثات ثين                   | فيتنام                      | "لالتزامه الدائم بالتحقيق والنقاش الحر." |              |
| 1969 | ميتوجي نيشيموتو               | اليابان                     | "44 عامًا من التصميم المتميز لنظام البث الإذاعي والتلفزيوني التعليمي المتميز في اليابان."                                                                                     |              |
| 1970 | لم يتم منحها                  | لم يتم منحها                | لم يتم منحها | لم يتم منحها |
| 1971 | برايون تشانيافونج             | تايلاند                     | "لاستخدامه السخرية التصويرية والفكاهة لأكثر من ثلاثة عقود في الدفاع الثابت عن المصلحة العامة."                                                                               |              |
| 1972 | ياسوجي هاناموري               | اليابان                     | "لدفاعه المقنع عن مصالح وحقوق ورفاهية المستهلك الياباني، وخاصة ربة المنزل التي تعاني من ضغوط شديدة."                                                                         |              |
| 1973 | ميتشكو إشمور                  | اليابان                     | "باعتبارها" صوت شعبها "في كفاحهم ضد التلوث الصناعي الذي شوه حياتهم ودمرها".                                                                                                  |              |
| 1974 | زكرياس ساريان                 | الفلبين                     | "لمعاييره في التحرير ونشر أخبار المزرعة المثيرة للاهتمام والدقيقة والبناءة."                                                                                                 |              |
| 1975 | بوبلي جورج فيرغيز             | الهند                       | "لتقاريره التنموية المتميزة عن المجتمع الهندي، والتي توازن بين الروايات الواقعية للإنجازات وأوجه القصور والبدائل المدروسة بعناية."                                           |              |
| 1976 | سومبو ميترا                   | الهند                       | "لإنشاء حركة مسرحية ذات صلة في الهند من خلال الإنتاج والتمثيل والكتابة الرائعة."                                                                                             |              |
| 1977 | ماهيش شاندرا ريجمي            | نيبال                       | "لتأريخه لماضي نيبال وحاضرها، وتمكين شعبه من اكتشاف أصوله وتحديد الخيارات الوطنية.                                                                                           |              |
| 1978 | يون سوك جونج                  | كوريا الجنوبية              | "لأكثر من 1000 قصيدة وأغنية عززت على مدى 40 عامًا القيم المبهجة والإيجابية بين الأطفال الكوريين."                                                                             |              |
| 1979 | إل تي بي مانجوسري             | سريلانكا                    | "لحفاظه على تقليد الفن الكلاسيكي الذي يبلغ عمره 2000 عام لشعب سريلانكا والعالم، الموجود في معابدهم البوذية العظيمة."                                                         |              |
| 1980 | فرانسيسكو سيونيل خوسيه        | الفلبين                     | "لشجاعته الفكرية واهتمامه وتشجيعه للكتاب والفنانين الآسيويين وغيرهم من الكتاب والفنانين، الذين تعتبر مكتبة سوليداريداد الخاصة به بالنسبة للكثيرين منهم بمثابة مكة الثقافية." |              |
| 1981 | جور كيشور غوش                 | الهند                       | "لشجاعته الحكيمة وإنسانيته المتحمسة في الدفاع عن حرية الفرد وحرية الصحافة وسط الضغوط والتهديدات من اليسار واليمين".                                                          |              |
| 1982 | أرون شوري                     | الهند                       | "مواطن قلق يستخدم قلمه كخصم فعال للفساد وعدم المساواة والظلم." |              |
| 1983 | مارسيلين جاياكودي             | سريلانكا                    | "لإثراء عالم الأغنية والموسيقى في بلاده بالابتهاج الروحي والإنساني". |              |
| 1984 | راسيبورام كريشناسوامي لاكسمان | الهند                       | "لرسوماته الكاريكاتورية الثاقبة والبارعة وغير الخبيثة أبدًا والتي تسلط الضوء على القضايا السياسية والاجتماعية في الهند."                                                      |              |
| 1985 | لينو بروكا                    | الفلبين                     | "لجعل السينما تعليقًا اجتماعيًا حيويًا، وإيقاظ الوعي العام لحقائق الحياة المزعجة بين الفقراء الفلبينيين."                                                                       |              |
| 1986 | راديو فيريتاس                 | الفلبين                     | "لدورها الحاسم في استخدام الحقيقة للإطاحة بنظام قمعي وفاسد واستعادة ثقة الفلبينيين في العملية الانتخابية."                                                                   |              |
| 1987 | ديان ينج يون بينج             | تايوان                      | "لمساهمتها في إعداد التقارير الاقتصادية وصحافة الأعمال في الحيوية الصناعية والتجارية في تايوان."                                                                             |              |
| 1988 | إديريويرا ساراتشاندرا         | سريلانكا                    | "لإنشاء مسرح حديث من الأعمال الدرامية الشعبية السنهالية التقليدية وإيقاظ السريلانكيين لتراثهم الثقافي والروحي الغني."                                                        |              |
| 1989 | جيمس رويتر، إس جيه            | الفلبين                     | "لتوظيف مواهبه ككاتب ومخرج مسرحي ومذيع، ولكن الأهم من ذلك كله كمدرس، لجعل الفنون المسرحية ووسائل الإعلام قوة حيوية للخير في الفلبين."                                        |              |
| 1990 | لم يتم منحها                  | لم يتم منحها                | لم يتم منحها |              |
| 1991 | كونتاجودو فيبهوثي سوبانا      | الهند                       | "لإثراء ولاية كارناتاكا الريفية بأفضل الأفلام في العالم وبهجة وعجب المسرح الحي."                                                                                             |              |
| 1992 | رافي شانكار                   | الهند                       | "لإثراء الهند والعالم بإتقانه الرائع للسيتار والموسيقى التي تلون العقل." |              |
| 1993 | بيانفينيدو لومبيرا            | الفلبين                     | "لتأكيده على المكانة المركزية للتقاليد العامية في صياغة الهوية الوطنية للفلبينيين المعاصرين."                                                                                |              |
| 1994 | عبد الصمد إسماعيل             | ماليزيا                     | "لتطبيقه فكره ومهاراته الصحفية لمناصرة الاستقلال الوطني والإحياء الثقافي وبناء الأمة الديمقراطية في ماليزيا."                                                                |              |
| 1995 | برامويديا أننتا تور           | إندونيسيا                   | "لتسليط الضوء بالقصص الرائعة على الصحوة التاريخية والتجربة الحديثة للشعب الإندونيسي."                                                                                        |              |
| 1996 | نيك جواكين                    | الفلبين                     | "لاستكشاف ألغاز الجسد والروح الفلبينيين خلال ستين عامًا من الإلهام ككاتب." |              |
| 1997 | ماهاسويتا ديفي                | الهند                       | "لحملتها الرحيمة من خلال النشاط الفني للمطالبة بمكانة عادلة ومشرفة في الحياة الوطنية في الهند.                                                                               |              |
| 1998 | روتشنغ ينغ                    | الصين                       | "لتعزيز الحوار الثقافي الصيني مع العالم أجمع ومع تراثها الغني من خلال الحياة الرائعة والمحافظ عليها في المسرح."                                                              |              |
| 1999 | راؤول لوكسين                  | الفلبين                     | "لالتزامه المستنير بمبدأ أن الصحيفة قبل كل شيء هي ثقة عامة." |              |
| 1999 | لين هواي مين                  | تايوان                      | "لتنشيط الفنون المسرحية في تايوان من خلال الرقص الحديث الذي يعتبر عالميًا ببلاغة وصينيًا أصيلًا في نفس الوقت."                                                                  |              |
| 2000 | أتماكوسومة استراتمادجا        | إندونيسيا                   | "لدوره التكويني في إرساء الأسس المؤسسية والمهنية لعصر جديد من حرية الصحافة في إندونيسيا."                                                                                    |              |
| 2001 | واناكواتاوادوجي أماراديفا     | سريلانكا                    | "لحياته المليئة بالإبداع المبهر في التعبير عن التراث الغني والحيوية المتنوعة للموسيقى السريلانكية."                                                                          |              |
| 2002 | بهارات كويرالا                | نيبال                       | "لتطوير الصحافة المهنية في نيبال وإطلاق العنان للقوى الديمقراطية لوسائل الإعلام الحرة."                                                                                      |              |
| 2003 | شيلا كورونيل                  | الفلبين                     | "لقيادته جهدًا تعاونيًا رائدًا لتطوير الصحافة الاستقصائية باعتبارها عنصرًا حاسمًا في الخطاب الديمقراطي في الفلبين."                                                               |              |
| 2004 | عبدالله ابو سعيد              | بنغلاديش                    | "لزراعة حب الكتب لدى شباب بنجلاديش وقيمها الإنسانية من خلال التعرف على الأعمال العظيمة للبنغال والعالم."                                                                     |              |
| 2005 | مطيع الرحمن                   | بنغلاديش                    | "لاستخدام قوة الصحافة في شن حملة ضد رش الحمض وحث البنجلاديشيين على مساعدة ضحاياه الكثيرين."                                                                                  |              |
| 2006 | يوجينيا أبوستول               | الفلبين                     | "لمثالها الشجاع في وضع الصحافة التي تقول الحقيقة في قلب النضال من أجل الحقوق الديمقراطية وحكومة أفضل في الفلبين."                                                            |              |
| 2007 | بالاجومي سايناث               | الهند                       | "لالتزامه العاطفي كصحفي بإعادة فقراء الريف إلى وعي الهند، ودفع الأمة إلى العمل."                                                                                             |              |
| 2008 | اكيو ايشي                     | اليابان                     | "لمسيرته المبدئية كناشر، حيث وضع التمييز وحقوق الإنسان وغيرها من المواضيع الصعبة بشكل مباشر في الخطاب العام في اليابان."                                                     |              |

### السلام والتفاهم الدولي
الاعتراف بالمساهمات في تعزيز الصداقة والتسامح والسلام والتضامن كأساس للتنمية المستدامة داخل البلدان وفيما بينها، قدمت الجائزة من عام 1958 حتى ثم توقف عن تقديمها عام 2008.
| عام  | المستلم                                        | الجنسية                           | ملاحظات |
| ---- | ---------------------------------------------- | --------------------------------- | --- |
| 1958 | منظمة عملية الاخوة                             | الفلبين                           | "اعترافًا بروح الخدمة للشعوب الأخرى في وقت الحاجة، التي تم تصورها وتنفيذها، فضلاً عن الصداقة الدولية التي عززتها".                                                             |
| 1959 | 'لم يتم منحها'                                 | 'لم يتم منحها'                    | 'لم يتم منحها' |
| 1960 | إي. سي جيمس ين                                 | تايوان                            | "لاهتمامه المستمر بالإنسان ككل وتشكيل مؤسساته الاجتماعية، بدلاً من مجرد إعادة تشكيل البيئة المادية."                                                                          |
| 1961 | جينيفيف كولفيلد                                | الولايات المتحدة · تايلاند        | "لمواطنتها الدولية وتوجيهها لحياة كاملة ومفيدة لأولئك الذين يعيشون في بلدان أخرى تعاني مثلها."                                                                               |
| 1962 | الأم تيريزا                                    | ألبانيا · الهند                   | "لتعاطفها الرحيم مع الفقراء المعدمين في أرض أجنبية، حيث قادت في خدمتهم جماعة جديدة."                                                                                         |
| 1963 | فيلق السلام في آسيا                            | الولايات المتحدة                  | "تقديرًا لمتطوعي فيلق السلام الذين يخدمون في الشرق الأدنى وأفريقيا وأمريكا اللاتينية."                                                                                        |
| 1964 | ويلثي هونسينجر فيشر                            | الولايات المتحدة · الهند          | "لالتزامها الشخصي الدؤوب بقضية محو الأمية في الهند وغيرها من الدول الآسيوية التي سعى معلموها إلى توجيهها".                                                                   |
| 1965 | مركز بايانيان للفنون الشعبية                   | الفلبين                           | "لعرضهم لتصوير دافئ وفني للشعب الفلبيني أمام جماهير في خمس قارات". |
| 1966 | لجنة نهر ميكونج                                | كمبوديا                           | "لتقدمها الهادف نحو تسخير أحد أعظم أنظمة الأنهار في آسيا، ووضع المصالح الوطنية الخلافية جانبًا احترامًا للفرص الإقليمية".                                                      |
| 1967 | شيروشي ناسو                                    | اليابان                           | "لعمله الإنساني العملي، وتعزيز التعاون في مجال الزراعة من خلال التعلم من خلال الخبرة المتعددة الجنسيات."                                                                     |
| 1968 | الجمعية التعاونية للإغاثة الأمريكية في كل مكان | الولايات المتحدة · الفلبين        | "لعمله الإنساني البناء، وتعزيز الكرامة بين المحتاجين في آسيا وفي ثلاث قارات أخرى لأكثر من 22 عامًا."                                                                          |
| 1969 | المعهد الدولي لبحوث الأرز                      | الولايات المتحدة · الفلبين        | "لسبع سنوات من العمل الجماعي متعدد التخصصات من قبل العلماء الآسيويين والغربيين، وتحقيق تقدم جذري وسريع في زراعة الأرز."                                                      |
| 1970 | لم يتم منحها                                   | لم يتم منحها                      | لم يتم منحها |
| 1971 | سابورو أوكيتا                                  | اليابان                           | "لدفاعه المستمر والقوي عن الشراكة اليابانية الحقيقية في التقدم الاقتصادي لجيرانها الآسيويين."                                                                                |
| 1972 | لم تُمنح الجائزة                                | لم تُمنح الجائزة                   | لم تُمنح الجائزة |
| 1973 | المعهد الصيفي للغويات الدولي                   | الولايات المتحدة · الفلبين        | "لجهوده الملهمة في التواصل مع أفراد القبائل الأميين، وتسجيل لغاتهم وتعليمهم قراءتها وتعزيز مشاركتهم في المجتمع الأكبر للإنسان."                                              |
| 1974 | وليام ماسترسون، س.ج.                           | الولايات المتحدة · الفلبين        | "لتعليمه المتعدد الجنسيات وإلهامه لقادة الريف الذين حثهم على العودة إلى الأرض وحبها".                                                                                        |
| 1975 | باتريك جيمس ماكجلينشي                          | أيرلندا · كوريا الجنوبية          | "حشد الدعم الدولي والمتطوعين الأجانب لتحديث تربية الماشية في بلده المتبنى".                                                                                                  |
| 1976 | هينينج هولك لارسن                              | الدنمارك · الهند                  | "لمساهمته البارزة في التحديث التقني للهند، واستكمال التصنيع بالاهتمام الإنساني".                                                                                             |
| 1977 | كلية الزراعة بجامعة الفلبين في لوس بانوس       | الفلبين                           | "لجودة التدريس والبحث، وتعزيز تبادل المعرفة في تحديث الزراعة في جنوب شرق آسيا."                                                                                              |
| 1978 | سودجاتموكو مانغويندينينغرات                    | إندونيسيا                         | "لعرضه المقنع لقضية تطوير الاحتياجات الأساسية لآسيا في مجالس صنع القرار العالمي."                                                                                            |
| 1979 | رابطة دول جنوب شرق آسيا (آسيان)                | إندونيسيا                         | "لحلها محل الغيرة الوطنية التي أدت إلى المواجهة، مع التعاون الفعال بشكل متزايد، وحسن النية بين الشعوب المجاورة في جنوب شرق آسيا."                                            |
| 1980 | شيجيهارو ماتسوموتو                             | اليابان                           | "لبناء علاقات بناءة بين اليابانيين وغيرهم من خلال المعرفة المشتركة بتاريخهم المتنوع واحتياجاتهم وتطلعاتهم الوطنية."                                                          |
| 1981 | أوغسطين جونج كانج                              | كوريا الجنوبية                    | "لديمقراطيته العملية واستخدامه للتعاون الإقليمي لتعزيز اتحادات الائتمان السليمة اقتصاديًا وإنسانيًا."                                                                          |
| 1982 | لم تُمنح الجائزة                                | لم تُمنح الجائزة                   | لم تُمنح الجائزة |
| 1983 | ألويسيوس شوارتز                                | الولايات المتحدة · كوريا الجنوبية | "لحشد الدعم الأوروبي والأمريكي لمساعدة الشباب الكوريين المحرومين بشدة وكبار السن والمشردين والضعفاء."                                                                        |
| 1984 | جيرو كاواكيتا                                  | اليابان                           | "لتشجيع مشاركة القرويين النيباليين في المناطق النائية في البحث عن مشاكلهم، مما أدى إلى فوائد عملية لإمدادات المياه الصالحة للشرب والنقل السريع بالحبال عبر الوديان الجبلية." |
| 1985 | هارولد راي واتسون                              | الولايات المتحدة                  | "لتشجيع الاستخدام الدولي لتكنولوجيا الزراعة المنحدرة التي ابتكرها هو وزملاؤه لمساعدة أفقر المزارعين الصغار في المناطق الاستوائية."                                           |
| 1986 | المعهد الدولي لإعادة الإعمار الريفي            | الفلبين                           | "لتدريب عمال التنمية الزراعية من أربع قارات، وتمكينهم من تبادل الخبرات والأفكار لتحقيق تقدم أكثر فعالية."                                                                    |
| 1987 | ريتشارد ويليام تيم                             | الولايات المتحدة                  | "35 عامًا من الالتزام المستمر بعقله وقلبه لمساعدة البنغاليين في بناء حياتهم الوطنية."                                                                                         |
| 1988 | المشروع الملكي                                 | تايلاند                           | "لجهودها الوطنية والدولية المتضافرة للحد من زراعة الأفيون من خلال توفير سبل العيش اللائقة لقبائل التلال في تايلاند."                                                         |
| 1989 | المعهد الآسيوي للتكنولوجيا                     | تايلاند                           | "لتشكيل جيل جديد من المهندسين والمديرين الملتزمين بآسيا في جو من التميز الأكاديمي والرفقة الإقليمية."                                                                        |
| 1990 | لم يتم منحها                                   | لم يتم منحها                      | لم يتم منحها |
| 1991 | مؤسسة الصحافة الآسيوية                         | الفلبين                           | "لتوجيه الصحافة الآسيوية للنظر إلى ما هو أبعد من الحدود الوطنية والتحدث بذكاء عن القضايا المعقدة المتعلقة بالتغيير الإقليمي والتنمية.                                        |
| 1992 | واشنطن سايسيب                                  | الفلبين · الولايات المتحدة        | "لتشجيع النمو الاقتصادي والتفاهم المتبادل في آسيا من خلال الاحتراف والمبادرة ذات الروح العامة ومثاله الموقر."                                                                |
| 1993 | نوبورو إيوامورا                                | اليابان                           | "لتلبية نداء الطبيب الحقيقي في حياة من الخدمة لجيران اليابان في آسيا." |
| 1994 | إدواردو خورخي أنزورينا                         | الأرجنتين · اليابان               | "لتشجيع البحث التعاوني عن حلول إنسانية وعملية لأزمة الإسكان بين الفقراء في المناطق الحضرية في آسيا".                                                                         |
| 1995 | المعهد الآسيوي للإدارة                         | الفلبين                           | "لوضع معايير إقليمية للتميز والأهمية في تدريب الآسيويين على إدارة الأعمال والتنمية في آسيا".                                                                                 |
| 1996 | توشيهيرو تاكامي                                | اليابان                           | "لإشراك قادة المجتمع من خمسين دولة في القضية المشتركة المتمثلة في توفير سبل العيش الآمنة والمستدامة والعادلة لسكان المناطق الريفية في العالم."                               |
| 1997 | ساداكو أوكاتا                                  | اليابان                           | "لاستخدامها السلطة الأخلاقية للمفوضية العليا للأمم المتحدة لشؤون اللاجئين للإصرار على أن حق كل لاجئ في اللجوء يكمن وراءه الحق الأكبر لكل شخص في البقاء في وطنه بسلام".       |
| 1998 | كورازون أكينو                                  | الفلبين                           | "لإعطاء قوة أخلاقية مشعة للحركة اللاعنفية من أجل الديمقراطية في الفلبين والعالم".                                                                                            |
| 1999 | لم تُمنح الجائزة                                | لم تُمنح الجائزة                   | لم تُمنح الجائزة |
| 2000 | جوكين أربوثام                                  | الهند                             | "لتوسيع نطاق دروس بناء المجتمع في الهند إلى جنوب شرق آسيا وأفريقيا ومساعدة الفقراء في المناطق الحضرية في قارتين على تحسين حياتهم من خلال التعلم من بعضهم البعض."             |
| 2001 | إيكيو هيراياما                                 | اليابان                           | "لجهوده في تعزيز السلام والتعاون الدولي من خلال تعزيز رابطة مشتركة للوصاية على كنوز العالم الثقافية."                                                                        |
| 2002 | بومنيون سونيم                                  | كوريا الجنوبية                    | "لاهتمامه الرحيم بالتكلفة البشرية للانقسام المرير في كوريا ودعوته المتفائلة للمصالحة."                                                                                       |
| 2003 | تتسو ناكامورا                                  | اليابان                           | "لالتزامه العاطفي بتخفيف آلام الحرب والمرض والكوارث بين اللاجئين والفقراء في الجبال على الحدود بين أفغانستان وباكستان."                                                      |
| 2003 | سيي توياما                                     | اليابان                           | "لحملته التي استمرت عشرين عامًا لتخضير صحاري الصين بروح التضامن والسلام". |
| 2004 | لاكشمينارايان رامداس                           | الهند                             | "لتجاوزه الحدود المعادية لتنمية إجماع قائم على المواطنين من أجل السلام بين باكستان والهند".                                                                                  |
| 2004 | ابن عبد الرحمن                                 | باكستان                           | "لتجاوزه الحدود المعادية لتنمية إجماع قائم على المواطنين من أجل السلام بين باكستان والهند".                                                                                  |
| 2006 | صندوك رويت                                     | نيبال                             | "لوضع نيبال في طليعة تطوير إجراءات آمنة وفعالة واقتصادية لجراحة الساد، وتمكين المكفوفين بلا داعٍ حتى في أفقر البلدان من الرؤية مرة أخرى".                                     |
| 2007 | تانغ شيانغ                                     | الصين                             | "لتوجيه الصين لمواجهة أزمتها البيئية المتصاعدة من خلال الاهتمام بدروس جيرانها العالميين والحكمة الخالدة للطبيعة نفسها."                                                      |
| 2008 | أحمد شافعي معارف                               | إندونيسيا                         | "لتوجيه المسلمين إلى تبني التسامح والتعددية كأساس للعدالة والوئام في إندونيسيا والعالم أجمع."                                                                                |

### القيادة الناشئة
تكريم فرد يبلغ من العمر أربعين عامًا أو أقل لعمله المتميز في قضايا التغيير الاجتماعي في مجتمعه، ولكن قد لا تحظى قيادته بالتقدير على نطاق واسع خارج هذا المجتمع، قدمت الجائزة منذ 2001 وما زالت مستمرة.
| عام  | المستلم                             | الجنسية                             | ملاحظات |                                     |
| ---- | ----------------------------------- | ----------------------------------- | --- | ----------------------------------- |
| 2001 | أونغ تشانثول                        | كمبوديا                             | "لنشاطها الحازم نيابة عن العمال ومكانتهم في الديمقراطية الناشئة في إندونيسيا." |                                     |
| 2001 | ديتا إنداه ساري                     | إندونيسيا                           | "لنضالها بشجاعة لمواجهة والقضاء على الاتجار بالجنس والعنف القائم على النوع الاجتماعي في كمبوديا." |                                     |
| 2002 | سانديب باندي                        | الهند                               | "لمثاله المؤثر في التزامه بتحويل الفقراء المهمشين في الهند". |                                     |
| 2003 | أنيسيتو جوتيريس لوبيز               | تيمور الشرقية                       | "لموقفه الشجاع من أجل العدالة وسيادة القانون أثناء انتقال تيمور الشرقية المضطرب إلى الدولة". |                                     |
| 2004 | بنيامين أباديانو                    | الفلبين                             | "لالتزامه الراسخ بالفلبينيين الأصليين وآمالهم في السلام وحياة أفضل تتوافق مع أساليب حياتهم المقدسة". |                                     |
| 2005 | هاي ران يون                         | كوريا الجنوبية                      | "لدورها التحفيزي في تمكين المجتمع المدني في تشيونان من ممارسة مسؤولياته الاجتماعية بشكل ديناميكي وديمقراطي". |                                     |
| 2006 | أرفيند كيجريوال                     | الهند                               | "لتفعيل حركة حق الحصول على المعلومات في الهند على مستوى القاعدة الشعبية، وتمكين أفقر مواطني نيودلهي من مكافحة الفساد من خلال تحميل الحكومة المسؤولية أمام الشعب". |                                     |
| 2007 | تشن قوانغ تشنغ                      | الصين                               | "لشغفه الذي لا يُقهر بالعدالة في قيادة المواطنين الصينيين العاديين لتأكيد حقوقهم المشروعة بموجب القانون". |                                     |
| 2007 | تشونغ تو                            | الولايات المتحدة · هونغ كونغ        | "لاستجابته الاستباقية والرحيمة لمرض الإيدز في الصين واحتياجات ضحاياه الأكثر ضعفاً". |                                     |
| 2008 | أناندا جالاباتي                     | سريلانكا                            | "لالتزامه الشخصي القوي بتوفير الخدمات النفسية الاجتماعية المناسبة والفعالة للناجين من الحرب والكوارث الطبيعية في سريلانكا". |                                     |
| 2009 | كا هساو وا                          | ميانمار                             | "لملاحقة قنوات اللاعنف والفعالية في الوقت نفسه من أجل الكشف عن الحقيقة والتوعية من أجل الدفاع عن حقوق الإنسان والبيئة والديمقراطية في بورما". |                                     |
| 2010 | لم تُمنح الجائزة                     | لم تُمنح الجائزة                     | لم تُمنح الجائزة | لم تُمنح الجائزة                     |
| 2011 | نيليما ميشرا                        | الهند                               | "لحماسها للعمل بلا كلل مع القرويين في ماهاراشترا بالهند، وتنظيمهم لمعالجة تطلعاتهم ومصاعبهم بنجاح من خلال العمل الجماعي والثقة المتزايدة في قدرتهم على تحسين حياتهم." |                                     |
| 2012 | أمبروسيوس رويندريجارتو              | إندونيسيا                           | "لدفاعه المستمر عن إدارة الموارد الطبيعية القائمة على المجتمع في إندونيسيا، وقيادته لحملات جريئة لوقف الاستغلال غير القانوني للغابات، فضلاً عن مبادرات المشاريع الاجتماعية الجديدة التي تشرك مجتمعات الغابات كشركاء كاملين لها."                                                                                           |                                     |
| 2013 | لم تُمنح الجائزة                     | لم تُمنح الجائزة                     | لم تُمنح الجائزة | لم تُمنح الجائزة                     |
| 2014 | راندي هالاسان                       | الفلبين                             | "لتفانيه الهادف في رعاية طلابه في ماتيجسالوغ ومجتمعهم لتحويل حياتهم من خلال التعليم الجيد وسبل العيش المستدامة، والقيام بذلك بطرق تحترم تفردهم وتحافظ على سلامتهم كشعوب أصلية في تحديث الفلبين." |                                     |
| 2015 | سانجيف تشاتورفيدي                   | الهند                               | "لنزاهته المثالية وشجاعته ومثابرته في الكشف بلا هوادة والتحقيق بدقة في الفساد في المناصب العامة، وصياغة تحسينات البرامج والأنظمة بشكل حازم لضمان خدمة الحكومة لشعب الهند بشرف." |                                     |
| 2016 | ثودور مادابوسي كريشنا               | الهند                               | "لالتزامه القوي كفنان ومدافع عن قوة الفن لعلاج الانقسامات الاجتماعية العميقة في الهند، وكسر حواجز الطبقات الاجتماعية لإطلاق العنان لما يمكن للموسيقى أن تقدمه ليس فقط لبعض الناس ولكن للجميع". |                                     |
| 2017 | لم تُمنح الجائزة                     | لم تُمنح الجائزة                     | لم تُمنح الجائزة | لم تُمنح الجائزة                     |
| 2018 | لم تُمنح الجائزة                     | لم تُمنح الجائزة                     | لم تُمنح الجائزة | لم تُمنح الجائزة                     |
| 2019 | كو سوي وين                          | ميانمار                             | "لالتزامه الدؤوب بممارسة الصحافة المستقلة والأخلاقية والمشاركة الاجتماعية في ميانمار، ولإحساسه الراسخ بالعدالة وسعيه الدؤوب إلى الحقيقة في القضايا الحاسمة ولكن التي لم يتم الإبلاغ عنها بشكل كافٍ، وإصراره الراسخ على أنه في جودة وقوة رواية الحقيقة من قبل وسائل الإعلام يمكننا حماية حقوق الإنسان بشكل مقنع في العالم". |                                     |
| 2020 | لم تُمنح الجائزة بسبب جائحة كوفيد-19 | لم تُمنح الجائزة بسبب جائحة كوفيد-19 | لم تُمنح الجائزة بسبب جائحة كوفيد-19 | لم تُمنح الجائزة بسبب جائحة كوفيد-19 |
| 2021 | لم تُمنح الجائزة                     | لم تُمنح الجائزة                     | لم تُمنح الجائزة | لم تُمنح الجائزة                     |
| 2022 | غاري بن شغيب                        | فرنسا · إندونيسيا                   | "لمعركته الملهمة ضد تلوث البلاستيك البحري، وهي قضية محلية وعالمية في نفس الوقت؛ وطاقاته الشبابية في الجمع بين الطبيعة والمغامرة والفيديو والتكنولوجيا كأسلحة للدفاع الاجتماعي؛ وشغفه الإبداعي المغامر الذي يعد حقًا مثالاً ساطعًا للشباب والعالم".                                                                           |                                     |
| 2023 | كورفي راكشاند                       | بنغلاديش                            | "لشجاعته ورؤيته وتفانيه في التعليم والتغيير الاجتماعي. أسس مؤسسة جاغو في عام 2007، والتي توفر تعليمًا مجانيًا وعالي الجودة ومعترفًا به من قبل الحكومة باللغة الإنجليزية لأكثر من 30 ألف طالب محروم في جميع أنحاء بنغلاديش. كما ألهم الآلاف من الشباب للانضمام إلى قضيته المتمثلة في التحول الاجتماعي".                       |                                     |
| 2024 | فارويزا فرحان                       | إندونيسيا                           | مدافعة متحمسة عن البيئة تقود الجهود لحماية النظام البيئي في سومطرة، وتمكين المجتمعات المحلية والنساء من حماية مستقبلهن. |                                     |

## فئة بدون تصنيف
قدمت هذه الفئة من جائزة رامون ماجسايساي دون تصنيف منذ 2009 وما زالت مستمرة.
| عام  | المستلم                          | الجنسية                          | ملاحظات |                                  |
| ---- | -------------------------------- | -------------------------------- | --- | -------------------------------- |
| 2009 | ديب جوشي                         | الهند                            | "لرؤيته وقيادته في جلب الاحتراف إلى حركة المنظمات غير الحكومية في الهند من خلال الجمع الفعال بين "العقل" و"القلب" في العمل التحويلي للتنمية الريفية." |                                  |
| 2009 | كريسانا كرايسينتو                | تايلاند                          | "لوضع الدقة الصيدلانية في خدمة المرضى من خلال تفانيها الدؤوب والشجاع لإنتاج الأدوية الجنيسة التي تشتد الحاجة إليها في تايلاند وأماكن أخرى من العالم." |                                  |
| 2009 | ما جون                           | الصين                            | "لتسخير التكنولوجيا وقوة المعلومات لمعالجة أزمة المياه في الصين، وتعبئة الجهود العملية ومتعددة القطاعات والتعاونية لضمان الفوائد المستدامة للبيئة والمجتمع في الصين." |                                  |
| 2009 | أنطونيو أوبوسا الابن             | الفلبين                          | "لحملته الرائدة والعاطفية لإشراك الفلبينيين في أعمال المواطنة المستنيرة التي تعظم قوة القانون لحماية ورعاية البيئة لأنفسهم ولأطفالهم وللأجيال القادمة." |                                  |
| 2009 | يو شياوغانغ                      | الصين                            | "لدمج المعرفة العلمية الاجتماعية مع الشعور العميق بالعدالة الاجتماعية، في مساعدة المجتمعات المتضررة من السدود في الصين على صياغة مشاريع التنمية التي تؤثر على بيئتهم الطبيعية وحياتهم." |                                  |
| 2010 | تاداتوشي اكيبا                   | اليابان                          | "لزعامته المبدئية والحازمة في حملة عالمية مستدامة لحشد المواطنين، والضغط على الحكومات، وبناء الإرادة السياسية اللازمة لخلق عالم خالٍ من مخاطر الحرب النووية". |                                  |
| 2010 | فو تشي بينج                      | الصين                            | "لزعامته الجريئة ونجاحه الذي لا يمكن إنكاره في إظهار كيفية تحقيق التنمية الاقتصادية على مستوى القرية دون الإضرار بالبيئة". |                                  |
| 2010 | هو داي شان                       | الصين                            | "لجهوده غير الأنانية التي لا هوادة فيها، على الرغم من الصعوبات الهائلة، لإنقاذ نهر هواي العظيم في الصين والمجتمعات العديدة التي تستمد الحياة منه". |                                  |
| 2010 | أ.ح.م. نعمان خان                 | بنغلاديش                         | "لقيادته الرائدة في دمج الأشخاص ذوي الإعاقة في عملية التنمية في بنغلاديش، والعمل بقوة مع جميع القطاعات لبناء مجتمع شامل وخالٍ من العوائق حقًا." |                                  |
| 2010 | بان يوي                          | الصين                            | "لسعيه الجريء إلى برنامج بيئي وطني، والإصرار على المساءلة الحكومية والخاصة، وتشجيع الحوار بين الدولة والمواطن، ورفع مستوى البيئة كقضية ذات أهمية وطنية ملحة." |                                  |
| 2010 | كريستوفر بيرنيدو                 | الفلبين                          | "لالتزامهم الهادف بالعلم والأمة، وضمان التعليم الأساسي المبتكر والمنخفض التكلفة والفعال حتى في ظل الظروف الفلبينية التي تتسم بالندرة الشديدة والفقر المدقع." |                                  |
| 2010 | ماريا فيكتوريا كاربيو بيرنيدو    | الفلبين                          | "لالتزامهم الهادف بالعلم والأمة، وضمان التعليم الأساسي المبتكر والمنخفض التكلفة والفعال حتى في ظل الظروف الفلبينية التي تتسم بالندرة الشديدة والفقر المدقع." |                                  |
| 2011 | مؤسسة التنمية الأصلية البديلة    | الفلبين                          | "لرؤيتهم الجماعية، والابتكارات التكنولوجية، وممارسات الشراكة لجعل التكنولوجيات المناسبة تعمل على تحسين حياة وسبل عيش الفقراء في المناطق الريفية في المجتمعات الفلبينية المرتفعة وأماكن أخرى في آسيا." |                                  |
| 2011 | هاريش هاندي                      | الهند                            | "لجهوده الحماسية والعملية لوضع تكنولوجيا الطاقة الشمسية في أيدي الفقراء، من خلال مؤسسة اجتماعية توفر الكهرباء المخصصة وبأسعار معقولة والمستدامة لسكان المناطق الريفية الشاسعة في الهند، وتشجيع الفقراء على أن يصبحوا منشئي الأصول."                                                                                             |                                  |
| 2011 | حسنين جويني                      | إندونيسيا                        | "لنهجه الشامل القائم على المجتمع في تعليم المدارس الدينية في إندونيسيا، وتعزيز قيم المساواة بين الجنسين، والتناغم الديني، والحفاظ على البيئة، والإنجاز الفردي، والمشاركة المدنية بين الطلاب الشباب ومجتمعاتهم." |                                  |
| 2011 | كول بانها                        | كمبوديا                          | "لقيادته الحاسمة والشجاعة للحملة المستدامة لبناء مواطنين مستنيرون ومنظمون ويقظون سيضمنون انتخابات عادلة وحرة - فضلاً عن المطالبة بالحكم المسؤول من قبل المسؤولين المنتخبين - في الديمقراطية الناشئة في كمبوديا." |                                  |
| 2011 | تري مومبوني                      | إندونيسيا                        | "لجهودها الحاسمة والتعاونية لتعزيز تكنولوجيا الطاقة الكهرومائية الصغيرة، وتحفيز التغييرات السياسية اللازمة، وضمان المشاركة المجتمعية الكاملة، في جلب الكهرباء وثمار التنمية إلى المناطق الريفية في إندونيسيا." |                                  |
| 2009 | ديب جوشي                         | الهند                            | "لرؤيته وقيادته في جلب الاحتراف إلى حركة المنظمات غير الحكومية في الهند من خلال الجمع الفعال بين "العقل" و"القلب" في العمل التحويلي للتنمية الريفية." |                                  |
| 2009 | كريسانا كرايسينتو                | تايلاند                          | "لوضع الدقة الصيدلانية في خدمة المرضى من خلال تفانيها الدؤوب والشجاع لإنتاج الأدوية الجنيسة التي تشتد الحاجة إليها في تايلاند وأماكن أخرى من العالم." |                                  |
| 2009 | ما جون                           | الصين                            | "لتسخير التكنولوجيا وقوة المعلومات لمعالجة أزمة المياه في الصين، وتعبئة الجهود العملية ومتعددة القطاعات والتعاونية لضمان الفوائد المستدامة للبيئة والمجتمع في الصين." |                                  |
| 2009 | أنطونيو أوبوسا الابن             | الفلبين                          | "لحملته الرائدة والعاطفية لإشراك الفلبينيين في أعمال المواطنة المستنيرة التي تعظم قوة القانون لحماية ورعاية البيئة لأنفسهم ولأطفالهم وللأجيال القادمة." |                                  |
| 2009 | يو شياوغانغ                      | الصين                            | "لدمج المعرفة العلمية الاجتماعية مع الشعور العميق بالعدالة الاجتماعية، في مساعدة المجتمعات المتضررة من السدود في الصين على تشكيل مشاريع التنمية التي تؤثر على بيئتها الطبيعية وحياتها." |                                  |
| 2010 | تاداتوشي أكيبا                   | اليابان                          | "لزعامته المبدئية والحاسمة في حملة عالمية مستدامة لحشد المواطنين، والضغط على الحكومات، وبناء الإرادة السياسية لخلق عالم خالٍ من مخاطر الحرب النووية." |                                  |
| 2010 | فو تشي بينج                      | الصين                            | "لقيادته الجريئة ونجاحه الذي لا يمكن إنكاره في إظهار كيفية تحقيق التنمية الاقتصادية على مستوى القرية دون الإضرار بالبيئة." |                                  |
| 2010 | هو داي شان                       | الصين                            | "لجهوده غير الأنانية التي لا هوادة فيها، على الرغم من الصعوبات الهائلة، لإنقاذ نهر هواي العظيم في الصين والمجتمعات العديدة التي تستمد الحياة منه." |                                  |
| 2010 | أ.ح.م. نعمان خان                 | بنغلاديش                         | "لقيادته الرائدة في دمج الأشخاص ذوي الإعاقة في عملية التنمية في بنغلاديش، والعمل بقوة مع جميع القطاعات لبناء مجتمع شامل وخالٍ من العوائق حقًا." |                                  |
| 2010 | بان يو                           | الصين                            | "لملاحقته الجريئة لبرنامج بيئي وطني، والإصرار على المساءلة الحكومية والخاصة، وتشجيع الحوار بين الدولة والمواطن، وإثارة قضية البيئة كقضية ذات أهمية وطنية ملحة." |                                  |
| 2010 | كريستوفر برنيدو                  | الفلبين                          | "لالتزامهم الهادف بالعلم والأمة، وضمان التعليم الأساسي المبتكر والمنخفض التكلفة والفعال حتى في ظل الظروف الفلبينية التي تتسم بالندرة الشديدة والفقر المدقع." |                                  |
| 2010 | ماريا فيكتوريا كاربيو-برنيدو     | الفلبين                          | "لالتزامهم الهادف بالعلم والأمة، وضمان التعليم الأساسي المبتكر والمنخفض التكلفة والفعال حتى في ظل الظروف الفلبينية التي تتسم بالندرة الشديدة والفقر المدقع." |                                  |
| 2011 | مؤسسة التنمية البديلة الأصلية    | الفلبين                          | "لرؤيتهم الجماعية، والابتكارات التكنولوجية، وممارسات الشراكة لجعل التكنولوجيات المناسبة تعمل على تحسين حياة وسبل عيش الفقراء في المناطق الريفية في المجتمعات الفلبينية المرتفعة وأماكن أخرى في آسيا." |                                  |
| 2011 | هاريش هاندي                      | الهند                            | "لجهوده الحماسية والعملية لوضع تكنولوجيا الطاقة الشمسية في أيدي الفقراء، من خلال مؤسسة اجتماعية توفر الكهرباء المخصصة والميسورة التكلفة والمستدامة لسكان الريف الشاسع في الهند، وتشجع الفقراء على أن يصبحوا منشئي الأصول." |                                  |
| 2011 | حسنين جويني                      | إندونيسيا                        | "لنهجه الشامل القائم على المجتمع في تعليم المدارس الدينية في إندونيسيا، والترويج الإبداعي لقيم المساواة بين الجنسين، والتناغم الديني، والحفاظ على البيئة، والإنجاز الفردي، والمشاركة المدنية بين الطلاب الشباب ومجتمعاتهم." |                                  |
| 2011 | كول بانها                        | كمبوديا                          | "لقيادته الحاسمة والشجاعة للحملة المستدامة لبناء مواطنين مستنيرون ومنظمون ويقظون سيضمنون انتخابات عادلة وحرة - فضلاً عن المطالبة بالحكم المسؤول من قبل المسؤولين المنتخبين - في الديمقراطية الناشئة في كمبوديا." |                                  |
| 2011 | تري مومبوني                      | إندونيسيا                        | "لجهودها الحثيثة والتعاونية في تعزيز تكنولوجيا الطاقة الكهرومائية الصغيرة، وتحفيز التغييرات السياسية اللازمة، وضمان المشاركة المجتمعية الكاملة، في جلب الكهرباء وثمار التنمية إلى المناطق الريفية في إندونيسيا." |                                  |
| 2012 | تشن شو-تشو                       | تايوان                           | "لإحسانها الخالص في عطائها، والذي يعكس تعاطفًا عميقًا ومتسقًا وهادئًا، وقد غير حياة العديد من التايوانيين الذين ساعدتهم بلا أنانية." |                                  |
| 2012 | فرانسيس كولاندي                  | الهند                            | "لحماستها الثاقبة، وإيمانها العميق بطاقات المجتمع والبرامج المستدامة في السعي إلى التمكين الاقتصادي الشامل لآلاف النساء وأسرهن في المناطق الريفية في الهند." |                                  |
| 2012 | رضوانا حسن                       | بنغلاديش                         | "لشجاعتها التي لا هوادة فيها وقيادتها الحماسية في حملة النشاط القضائي في بنغلاديش التي تؤكد على حق الناس في بيئة جيدة لا تقل عن حقهم في الكرامة والحياة." |                                  |
| 2012 | يانغ سينج كوما                   | كمبوديا                          | "لدمجه الإبداعي بين العلم العملي والإرادة الجماعية، والذي ألهم ومكّن أعدادًا كبيرة من المزارعين في كمبوديا من أن يصبحوا أكثر تمكينًا وإنتاجية ومساهمين في النمو الاقتصادي لبلادهم". |                                  |
| 2012 | رومولو ديفيد                     | الفلبين                          | "لشغفه الراسخ بوضع قوة الانضباط العلمي في أيدي المزارعين الفلبينيين، الذين ضاعفوا بالتالي محاصيلهم، وأنشأوا مجتمعات زراعية منتجة، وأعادوا اكتشاف كرامة عملهم". |                                  |
| 2013 | إيرنيستو دومينغو                 | الفلبين                          | "لإحتضانه المثالي للمهمة الاجتماعية لعلمه الطبي ومهنته؛ وزعامته الثابتة في السعي إلى تحقيق "الصحة للجميع" باعتبارها مسؤولية أخلاقية مشتركة بين جميع القطاعات؛ ودفاعه الرائد والناجح عن تطعيم الأطفال حديثي الولادة ضد التهاب الكبد، وبالتالي إنقاذ ملايين الأرواح في الفلبين".                                                  |                                  |
| 2013 | لجنة القضاء على الفساد           | إندونيسيا                        | "لحملتها المستقلة والناجحة ضد الفساد في إندونيسيا، والتي تجمع بين الملاحقة القضائية الصارمة للمسؤولين الأقوياء المخطئين والإصلاحات بعيدة النظر في أنظمة الحكم، والترويج التعليمي لليقظة والصدق والمواطنة النشطة بين جميع الإندونيسيين".                                                                                         |                                  |
| 2013 | لاهباي سينج راو                  | ميانمار                          | "لقيادتها الهادئة الملهمة والشاملة - في خضم الانقسامات العرقية العميقة والصراع المسلح المطول - لتجديد وتمكين المجتمعات المتضررة وتعزيز المنظمات غير الحكومية المحلية في الترويج لثقافة اللاعنف والمشاركة والحوار كأساس لمستقبل ميانمار السلمي."                                                                                 |                                  |
| 2013 | شاكتي ساموها                     | نيبال                            | "لتحويل حياتهم في خدمة الناجين الآخرين من الاتجار بالبشر؛ ولتفانيهم العاطفي في استئصال شر اجتماعي خبيث في نيبال؛ وللمثال المشرق الذي أظهروه للعالم في استعادة الكرامة الإنسانية التي هي حق طبيعي لجميع النساء والأطفال المعنفين في كل مكان."                                                                                    |                                  |
| 2014 | هو شولي                          | الصين                            | "لالتزامها الدؤوب بالصحافة الصادقة والمهمة وغير القابلة للطعن؛ وترويجها الشجاع للشفافية والمساءلة في مجال الأعمال والحكم العام؛ وقيادتها في تمهيد الطريق لمزيد من الممارسات الإعلامية المهنية والمستقلة في الصين". |                                  |
| 2014 | سور مارلينا مانورونج             | إندونيسيا                        | "لشغفها النبيل بحماية وتحسين حياة سكان الغابات في إندونيسيا؛ وقيادتها النشطة للمتطوعين في برنامج التعليم المخصص في سوكولا والذي يراعي أنماط حياة المجتمعات الأصلية والتحديات التنموية الفريدة التي تواجهها". |                                  |
| 2014 | عمرة خان مسعودي                  | أفغانستان                        | "لشجاعته وعمله وقيادته في حماية التراث الثقافي الأفغاني، وإعادة بناء مؤسسة حيوية لمستقبل أفغانستان؛ وتذكير مواطنيه وشعوبه في كل مكان بأن الاعتراف بالتراث المشترك للإنسانية، يمكن أن يلهمنا للوقوف معًا في سلام." |                                  |
| 2014 | مؤسسة المواطنين                  | باكستان                          | "للرؤية الاجتماعية والاحترافية العالية لمؤسسيها وأولئك الذين يديرون مدارسها في السعي بنجاح إلى قناعتهم بأن الاستجابة المدنية المستدامة والتعليم الجيد المتاح للجميع - بغض النظر عن الدين أو الجنس أو الوضع الاقتصادي - هو المفتاح لمستقبل باكستان الأكثر إشراقًا."                                                               |                                  |
| 2014 | وانج كانفا                       | الصين                            | "لزعامته الفطنة والحاسمة - من خلال العمل العلمي والدعوة المنضبطة والتقاضي من أجل المصلحة العامة - في ضمان أن الممارسة المستنيرة والكفؤة للقانون البيئي في الصين تحمي بشكل فعال حقوق وأرواح ضحايا الإساءة البيئية، وخاصة الفقراء والضعفاء."                                                                                      |                                  |
| 2015 | كومالي تشانثافونج                | لاوس                             | "لروحها الشجاعة التي لا تقهر لإحياء وتطوير فن نسج الحرير اللاوسي القديم، وخلق سبل العيش لآلاف اللاوسيين الفقراء النازحين بسبب الحرب، وبالتالي الحفاظ على كرامة المرأة والكنز الثقافي الحريري الذي لا يقدر بثمن في وطنها." |                                  |
| 2015 | ليغايا فرناندو أميلبانجسا        | الفلبين                          | "لحملتها الشجاعة للحفاظ على التراث الفني المهدد بالانقراض في جنوب الفلبين، ونشر شكل رقص إبداعي يحتفل ويعمق الشعور بالهوية الثقافية المشتركة بين الآسيويين." |                                  |
| 2015 | أنشو جوبتا                       | الهند                            | "لرؤيته الإبداعية في تحويل ثقافة العطاء في الهند؛ وزعامته المبادرة في التعامل مع القماش كمورد للتنمية المستدامة للفقراء؛ وفي تذكير العالم بأن العطاء الحقيقي يحترم ويحافظ على كرامة الإنسان دائمًا." |                                  |
| 2015 | كياو ثو                          | ميانمار                          | "لتعاطفه السخي في معالجة الاحتياجات الأساسية لكل من الأحياء والأموات في ميانمار - بغض النظر عن طبقتهم أو دينهم - وتوجيه شهرته الشخصية وامتيازه لحشد العديد من الآخرين نحو خدمة الصالح الاجتماعي الأعظم." |                                  |
| 2016 | متطوعو اليابان للتعاون في الخارج | اليابان                          | "لمثابرتهم وروحهم الخدمية في النهوض بحياة المجتمعات الأخرى غير مجتمعاتهم، مما يثبت على مدى خمسة عقود أن الناس عندما يعيشون ويعملون ويفكرون معًا فإنهم يضعون الأساس الحقيقي للسلام والتضامن الدولي." |                                  |
| 2016 | بيزوادا ويلسون                   | الهند                            | "لطاقته الأخلاقية ومهارته الهائلة في قيادة حركة شعبية للقضاء على العبودية المهينة المتمثلة في جمع القمامة يدويًا في الهند، واستعادة الكرامة الإنسانية للداليت التي هي حقهم الطبيعي". |                                  |
| 2016 | دومبيت دوافا                     | إندونيسيا                        | "لإعادة تعريف مشهد العمل الخيري القائم على الزكاة في إندونيسيا، وإطلاق العنان لإمكانات العقيدة الإسلامية لرفع مستوى حياة الملايين بغض النظر عن عقيدتهم". |                                  |
| 2016 | كونشيتا كاربيو موراليس           | الفلبين                          | "لشجاعتها الأخلاقية والتزامها بالعدالة في مواجهة واحدة من أكثر المشاكل صعوبة في الفلبين؛ وتعزيز أعلى المعايير الأخلاقية في الخدمة العامة من خلال مثالها على عدم الفساد والاجتهاد والرؤية والقيادة". |                                  |
| 2016 | إنقاذ فيينتيان                   | لاوس                             | "لعملها البطولي في إنقاذ أرواح اللاوسيين في وقت ومكان كان فيهما احتياج شديد، وفي ظل أكثر الظروف حرمانًا، حيث ألهمت إنسانيتهم العاطفية كرمًا مماثلاً في كثير من الآخرين". |                                  |
| 2017 | جيثي شانموغام                    | سريلانكا                         | "لتعاطفها وشجاعتها في العمل في ظل ظروف قاسية لإعادة بناء حياة مزقتها الحرب؛ وجهودها الدؤوبة على مدى أربعة عقود في بناء قدرة سريلانكا على تقديم الدعم النفسي والاجتماعي؛ وإنسانيتها الملهمة العميقة في رعاية النساء والأطفال، ضحايا الحرب الأكثر ضعفًا".                                                                          |                                  |
| 2017 | يوشياكي إيشيزاوا                 | اليابان                          | "لخدمته غير الأنانية والثابتة للشعب الكمبودي؛ وقيادته الملهمة في تمكين الكمبوديين من أن يكونوا أمناء فخورين على تراثهم؛ وحكمته في تذكيرنا جميعًا بأن المعالم الثقافية مثل أنغكور وات هي كنوز مشتركة، وبالتالي فإن الحفاظ عليها هو مسؤوليتنا العالمية المشتركة".                                                                  |                                  |
| 2017 | ليليا باجابورو دي ليما           | الفلبين                          | "لقيادتها الدؤوبة والمستمرة في بناء سلطة المنطقة الاقتصادية الفلبينية (PEZA) ذات المصداقية والكفاءة، مما يثبت أن العمل الصادق والكفء والمخلص لموظفي الخدمة العامة يمكن أن يعود بفوائد اقتصادية حقيقية على ملايين الفلبينيين."                                                                                                   |                                  |
| 2017 | عبدون نابابان                    | إندونيسيا                        | "لدفاعه الشجاع والتضحي بنفسه لإعطاء صوت ووجه لمجتمعات الملكية الفكرية في بلاده؛ وزعامته المبدئية والدؤوبة ولكن العملية لأكبر حركة لحقوق الملكية الفكرية في العالم؛ والتأثير البعيد المدى لعمله على حياة الملايين من الإندونيسيين."                                                                                              |                                  |
| 2017 | توني تاي                         | سنغافورة                         | "لتفانيه الهادئ والمستمر في فعل بسيط من اللطف - مشاركة الطعام مع الآخرين - وتأثيره الملهم في توسيع هذا اللطف البسيط إلى حركة تطوعية جماعية وشاملة وحيوية تغذي حياة العديد من الناس في سنغافورة." |                                  |
| 2017 | رابطة المسرح التعليمي الفلبيني   | الفلبين                          | "لمساهماتها الجماعية الجريئة في تشكيل فنون المسرح كقوة للتغيير الاجتماعي؛ وعملها الدؤوب والمتحمس في تمكين المجتمعات في الفلبين؛ والمثال الساطع الذي قدمته كواحدة من المنظمات الرائدة من نوعها في آسيا." |                                  |
| 2018 | يوك تشانغ                        | كمبوديا                          | "لعمله العظيم الدؤوب في الحفاظ على ذكرى الإبادة الجماعية الكمبودية، وقيادته ورؤيته في تحويل ذاكرة الرعب إلى عملية تحقيق العدالة والحفاظ عليها في بلده والعالم." |                                  |
| 2018 | ماريا دي لورديس مارتينز كروز     | تيمور الشرقية                    | "لإنسانيتها الخالصة في رفع مستوى الفقراء في تيمور الشرقية؛ وسعيها الشجاع لتحقيق العدالة الاجتماعية والسلام؛ ورعاية تنمية المواطنين المستقلين والمعتمدين على أنفسهم والمتعاطفين، وهو أمر حيوي للغاية في الدول الجديدة بعد الصراع في العالم."                                                                                     |                                  |
| 2018 | هوارد دي                         | الفلبين                          | "لخدماته البطولية الهادئة للشعب الفلبيني لمدة نصف قرن؛ وتفانيه الدائم في السعي لتحقيق العدالة الاجتماعية والسلام في تحقيق الكرامة والتقدم للفقراء؛ وكونه، من خلال أفعاله الخفية، خادمًا حقيقيًا لإيمانه ومواطنًا مثاليًا لأمته." |                                  |
| 2018 | بهارات فاتواني                   | الهند                            | "لشجاعته الهائلة وتعاطفه الشافي في احتضان المعوزين المصابين بأمراض عقلية في الهند، وتفانيه الثابت والكريم في عمل استعادة وتأكيد الكرامة الإنسانية حتى لأكثر المنبوذين بيننا." |                                  |
| 2018 | فو ثيه هوانغ يين                 | فيتنام                           | "لروحها الجريئة وطاقتها الهائلة في الارتقاء فوق حالتها؛ وزعامتها الإبداعية والكاريزمية في الحملة المستمرة لكسر الحواجز الجسدية والعقلية التي أدت إلى تهميش الأشخاص ذوي الإعاقة في فيتنام؛ ولكونها نموذجًا لامعًا وملهمًا للشباب في بلدها وأماكن أخرى من العالم."                                                                   |                                  |
| 2018 | سونام وانغشوك                    | الهند                            | "لإصلاحه الفريد والمنظم والتعاوني والموجه من المجتمع لأنظمة التعلم في شمال الهند النائية، وبالتالي تحسين فرص الحياة للشباب في منطقة لاداك، ومشاركته البناءة لجميع القطاعات في المجتمع المحلي لتسخير العلوم والثقافة بشكل إبداعي من أجل التقدم الاقتصادي، وبالتالي وضع مثال للأقليات في العالم."                                 |                                  |
| 2019 | رايموندو بوجانتي كايابياب        | الفلبين                          | "لتأليفاته وعروضه التي حددت وألهمت الموسيقى الشعبية الفلبينية عبر الأجيال؛ وثقته التي لا تقهر والتي لا تلين في البحث عن عبقرية موسيقية فلبينية شابة وإرشادها وتشجيعها على المسرح العالمي؛ وإظهاره لنا جميعًا أن الموسيقى يمكنها حقًا غرس الفخر والفرح وتوحيد الناس عبر العديد من الحواجز التي تفرقهم."                            |                                  |
| 2019 | كيم جونج كي                      | كوريا الجنوبية                   | "لشجاعته الهادئة في تحويل الحزن الخاص إلى مهمة لحماية شباب كوريا من آفة التنمر والعنف؛ وتفانيه الدؤوب في تحقيق هدف غرس قيم احترام الذات والتسامح والاحترام المتبادل بين الشباب؛ وتعبئته الفعالة لجميع قطاعات الدولة في حملة وطنية حولت كل من السياسة والسلوكيات نحو بناء مجتمع أكثر لطفًا وخالية من العنف."                      |                                  |
| 2019 | رافيش كومار                      | الهند                            | "لالتزامه الثابت بالصحافة المهنية والأخلاقية بأعلى المعايير؛ وشجاعته الأخلاقية في الدفاع عن الحقيقة والنزاهة والاستقلال؛ وإيمانه المبدئي بأن إعطاء صوت كامل ومحترم لمن لا صوت لهم، والتحدث بالحقيقة بشجاعة ولكن بعقلانية للسلطة، هو ما يحقق للصحافة أهدافها النبيلة في تعزيز الديمقراطية."                                      |                                  |
| 2019 | أنغخانا نيلابايجيت               | تايلاند                          | "لشجاعتها التي لا تتزعزع في السعي لتحقيق العدالة لزوجها والعديد من ضحايا العنف والصراع في جنوب تايلاند؛ وعملها المنهجي الدؤوب لإصلاح نظام قانوني معيب وغير عادل، والدليل الساطع على أن أبسط شخص عادي يمكنه تحقيق تأثير وطني في ردع انتهاكات حقوق الإنسان".                                                                      |                                  |
| 2020 | لم يتم منحها بسبب جائحة كوفيد-19 | لم يتم منحها بسبب جائحة كوفيد-19 | لم يتم منحها بسبب جائحة كوفيد-19 | لم يتم منحها بسبب جائحة كوفيد-19 |
| 2021 | محمد أمجد صاقب                   | باكستان                          | "لذكائه وتعاطفه اللذين مكناه من إنشاء أكبر مؤسسة للتمويل الأصغر في باكستان؛ وإيمانه الملهم بأن الخير والتضامن الإنسانيين سيجدان طرقًا للقضاء على الفقر؛ وتصميمه على الاستمرار في مهمة ساعدت بالفعل ملايين الأسر الباكستانية". |                                  |
| 2021 | فردوسي قادري                     | بنغلاديش                         | "لشغفها وتفانيها مدى الحياة في المهنة العلمية؛ ورؤيتها لبناء البنية التحتية البشرية والمادية التي ستفيد الجيل القادم من العلماء البنغلاديشيين، والنساء العالمات على وجه الخصوص؛ ومساهماتها الدؤوبة في تطوير اللقاحات والعلاجات التكنولوجية الحيوية المتقدمة والبحوث الحاسمة التي أنقذت ملايين الأرواح الثمينة".                 |                                  |
| 2021 | ستيفن مونسي                      | الفلبين · الولايات المتحدة       | "لإيمانه الراسخ بخير الإنسان الذي يلهم الآخرين الرغبة في الخدمة؛ وتفانيه طيلة حياته في العمل الإنساني، ومساعدة اللاجئين، وبناء السلام؛ وسعيه الدؤوب لتحقيق الكرامة والسلام والوئام للأشخاص الذين يعيشون في ظروف صعبة للغاية في آسيا".                                                                                           |                                  |
| 2021 | روبرتو بالون                     | الفلبين                          | "لتصميمه الملهم في قيادة زملائه الصيادين لإحياء صناعة صيد الأسماك المحتضرة من خلال خلق بيئة بحرية مستدامة لهذا الجيل والأجيال القادمة؛ ومثاله الساطع لكيفية أن تكون الأعمال البطولية اليومية غير عادية وتحويلية حقًا". |                                  |
| 2021 | مراقبة وسائل الإعلام مانديري     | إندونيسيا                        | "لحملتها المبدئية للغاية من أجل منظمة إعلامية مستقلة، والتكنولوجيا الرقمية في جهودها لتحويل المشهد الإعلامي في إندونيسيا؛ والتزامها برؤية الناس أنفسهم كصناع للإعلام وصانعي عالمهم الخاص". |                                  |
| 2022 | سوثيارا تشيم                     | كمبوديا                          | "لشجاعته الهادئة في التغلب على الصدمات العميقة ليصبح معالجًا لشعبه؛ وعمله التحويلي وسط الحاجة الكبيرة والصعوبات التي تبدو لا يمكن التغلب عليها، ولإظهاره أن التفاني اليومي لأفضل ما في مهنة المرء يمكن أن يكون في حد ذاته شكلاً من أشكال العظمة."                                                                                 |                                  |
| 2022 | تاداشي هاتوري                    | اليابان                          | "لإنسانيته البسيطة وكرمه الاستثنائي كشخص ومحترف؛ ومهارته وتعاطفه في استعادة هبة البصر لعشرات الآلاف من الأشخاص الذين ليسوا من نصيبه؛ والإلهام الذي قدمه، من خلال مثاله الساطع، بأن شخصًا واحدًا يمكن أن يحدث فرقًا في مساعدة اللطف على الازدهار في العالم."                                                                        |                                  |
| 2022 | بيرناديت ج. مدريد                | الفلبين                          | "لالتزامها المتواضع والثابت بالدفاع النبيل والمطالب؛ وقيادتها في إدارة جهد متعدد القطاعات ومتعدد التخصصات في مجال حماية الطفل الذي يحظى بالإعجاب في آسيا؛ وكفاءتها وتعاطفها في تكريس نفسها لضمان أن يعيش كل طفل يتعرض للإساءة في مجتمع شافي وآمن ومغذي."                                                                        |                                  |
| 2023 | يوجينيو ليموس                    | تيمور الشرقية                    | "لروحه التي لا تقهر في رفع مستوى حياة المجتمعات المحلية، ورؤيته وشغفه في دمج الثقافات المحلية والأصلية في دفاعه عن رعاية البيئة ورفاهية الناس؛ ولأنه حقًا رجل من شعبه ومن أجله، وبالتالي من أجل العالم أيضًا." |                                  |
| 2023 | ميريام كورونيل فيرير             | الفلبين                          | "لإيمانها العميق الذي لا يتزعزع بالقوة التحويلية للاستراتيجيات اللاعنفية في بناء السلام، وذكائها الهادئ وشجاعتها في التغلب على الصعوبات لنقل الحقيقة بأن السلام يمكن تحقيقه واستدامته من خلال الإدماج وليس الانقسام، وتفانيها الدؤوب في أجندة تسخير قوة المرأة في خلق عالم عادل وسلمي."                                         |                                  |
| 2023 | رافي كانان ر                     | الهند                            | "لتفانيه في المثل العليا لمهنته في الخدمة العامة، ومزيجه من المهارة والالتزام والرحمة في دفع حدود الرعاية الصحية التي تركز على الناس والمؤيدة للفقراء ورعاية مرضى السرطان، ولبنائه، دون توقع مكافأة، منارة أمل لملايين الأشخاص في ولاية آسام الهندية، وبالتالي وضع مثالاً ساطعًا للجميع."                                         |                                  |
| 2024 | نجوين ثي نجوك فونج               | فيتنام                           | "لروحها في الخدمة العامة ورسالة الأمل التي تواصل نشرها بين شعبها. وفي الوقت نفسه، يعمل عملها كتحذير شديد للعالم لتجنب الحرب بأي ثمن لأن عواقبها المأساوية قد تمتد إلى المستقبل البعيد. إنها تقدم دليلاً على أنه لا يمكن أن يكون الأوان قد فات لتصحيح أخطاء الحرب، وتحقيق العدالة والإغاثة لضحاياها التعساء".                     |                                  |
| 2024 | فارويزة فرحان                    | إندونيسيا                        | "لفهمها العميق للعلاقة الحيوية بين الطبيعة والإنسانية، والتزامها بالعدالة الاجتماعية والمواطنة المسؤولة من خلال عملها مع مجتمعات الغابات، وترويجها للوعي الأكبر بالحاجة إلى حماية القلب النابض ورئتي الموارد الطبيعية الغنية والمهددة بالانقراض في بلدها وآسيا".                                                                |                                  |
| 2024 | كارما فونتشو                     | بوتان                            | "لمساهماته القيمة والدائمة في التوفيق بين ثراء ماضي بلاده والمصاعب والآفاق المتنوعة لحاضرها، وإلهام الشباب البوتانيين بالفخر بتراثهم والثقة في مستقبلهم. وبعيدًا عن أفق رؤيته المباشرة، ينخرط عمله مع جميع الشعوب والثقافات في جميع أنحاء العالم التي تواجه نفس التحديات، ويذكرهم بالنظر إلى الوراء حتى وهم يتقدمون إلى الأمام." |                                  |
| 2024 | ميازاكي هاياو                    | اليابان                          | "لالتزامه مدى الحياة باستخدام الفن، وخاصة الرسوم المتحركة، لتسليط الضوء على الحالة الإنسانية، وخاصة الإشادة بتفانيه للأطفال باعتبارهم حاملي شعلة الخيال، الذين نقل إليهم نوره وشرارة خياله." |                                  |
| 2024 | حركة الأطباء الريفيين            | تايلاند                          | "لمساهمتهم التاريخية والمستمرة في صحة شعبهم - وربما بنفس القدر من الأهمية، للاعتراف بهم وتحقيقهم كمواطنين يتمتعون بحقوق أساسية. من خلال الدفاع عن الفقراء في المناطق الريفية، حرصت الحركة على عدم ترك أي شخص خلف الركب بينما تتقدم الأمة نحو مزيد من الرخاء الاقتصادي والتحديث".                                                |                                  |